# Boeing B-17 Flying Fortress
B-17 Flying Fortress — первый серийный американский цельнометаллический тяжёлый четырёхмоторный бомбардировщик.
Самолёт начал проектироваться в 1934 году в рамках конкурса по созданию берегового бомбардировщика, действующего против кораблей. Через год был создан прототип Model 299, первый полёт которого состоялся 28 июля того же года. Заводы фирмы «Боинг» разработали и выпустили B-17 «Летающая крепость» для ВВС США ровно через 12 месяцев. В общей сложности заводы произвели 6981 бомбардировщик B-17 различных модификаций (от опытного Model 299 до B-17G). На заводах фирм «Дуглас» и «Локхид» по лицензии построили ещё 5745 самолётов модификаций B-17F и B-17G. Суммарный выпуск самолёта составил 12 726 единиц.

## История создания
… бомбардировщик В-17 появился на свет в результате смены военной стратегии США, которая произошла в начале 1930-х годов. Прежде считалось, что США, защищённые от «всего мира» двумя океанами, должны опираться на сугубо оборонную доктрину. В связи с бурным развитием военной техники, но прежде всего с возникновением потребности расширения зоны влияния в Америке родилась концепция «обороны полушария». Для реализации этой концепции в частности потребовалась дальняя авиация, которой у США прежде не было. …— Сайт свпресса.ру.
8 августа 1934 года Воздушный корпус Армии США объявил тендер на создание тяжёлого бомбардировщика для замены самолёта Martin B-10. Требовалось перевозить «большую бомбовую нагрузку» на высоте трёх километров в течение 10 часов с максимальной скоростью хотя бы 320 км/ч. Были желательны, но не необходимы дальность в 3200 км и скорость в 400 км/ч. Воздушный корпус искал бомбардировщик для усиления воздушных сил на Гавайях, в Панаме и на Аляске. Конкурсные испытания проходили на аэродроме Райт около Дейтона, Огайо. Boeing соревновался с Douglas DB-1 и Martin Model 146 за контракт с ВКА США.

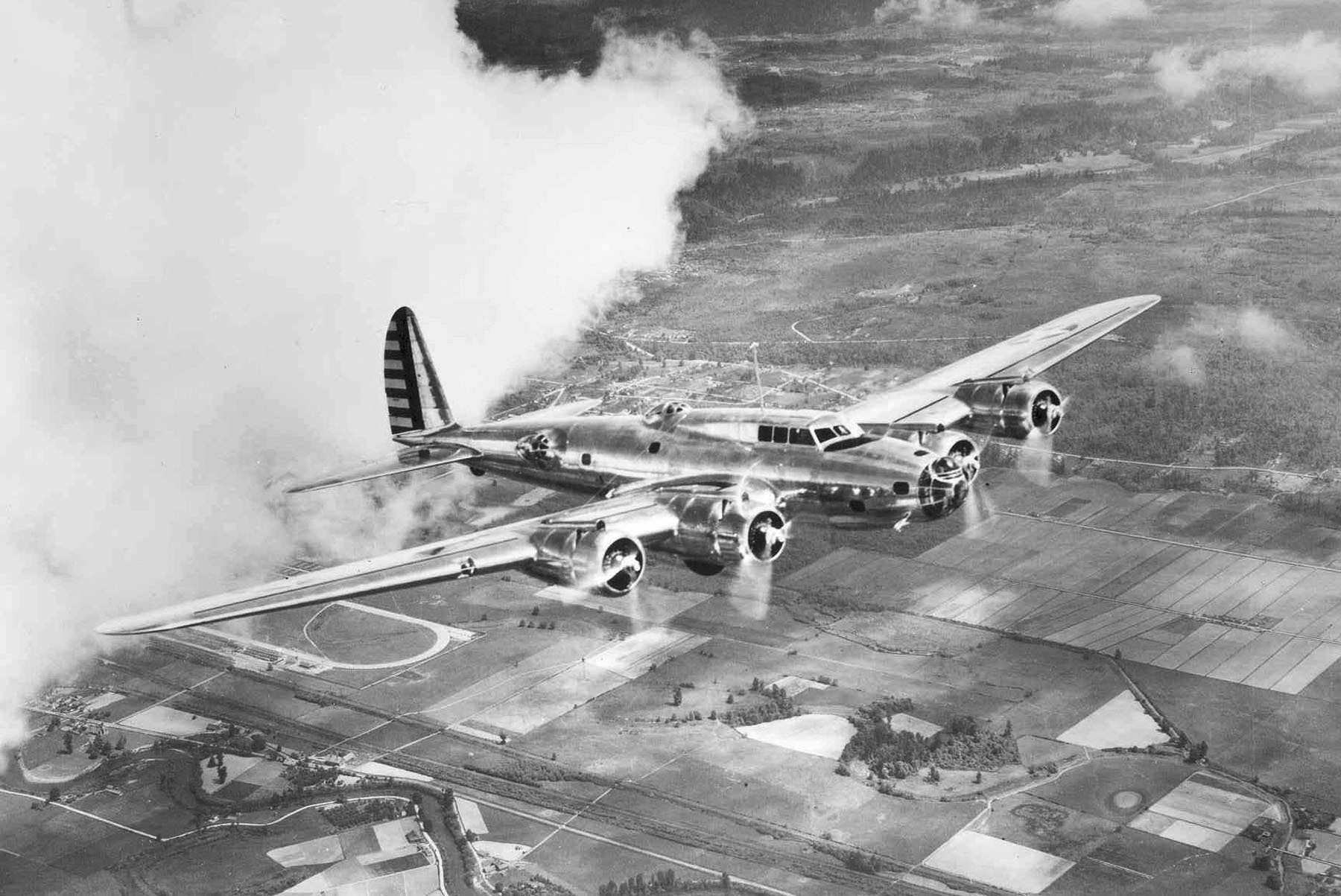
Boeing Y1B-17 в полёте

Прототип B-17, обозначенный как Модель 299, был создан командой инженеров под руководством Гиффорда Эмери (англ. E. Gifford Emery) и Эдварда Уэллса на собственные средства Boeing. Он сочетал возможности экспериментального бомбардировщика Boeing XB-15 и транспортного Boeing 247. Вооружение B-17 состояло из авиабомб (до 2200 кг на двух стойках в бомбовом отсеке под кабиной пилота) и пяти 7,62 мм пулемётов. Силовая установка состояла из четырёх звездообразных двигателей R-1690 Pratt & Whitney, развивающих мощность в 750 л. с. (600 кВт) на высоте в 2100 м.
Впервые Модель 299 была поднята в воздух 28 июля 1935 года пилотом-испытателем Лесом Тауэром (англ. Les Tower). Ричард Вильямс, репортёр Seattle Times, придумал название «Летающая крепость», когда Модель 299 выехала из ангара, ощетинившись пулемётами. В компании Boeing очень быстро поняли ценность прозвища и зарегистрировали его как товарный знак. 20 августа прототип долетел из Сиэтла до аэродрома Райт за 9 часов и 3 минуты со средней скоростью в 378 км/ч, гораздо быстрее конкурентов.
На конкурсных испытаниях четырёхмоторный Boeing продемонстрировал превосходство над двухмоторными DB-1 и Моделью 146. Генерал ВКА США Фрэнк Эндрюс убедился в том, что возможности у четырёхмоторного самолёта дальнего действия ощутимо выше, чем у двухмоторного ближнего. С ним соглашались и офицеры снабжения ВКА, и ещё до того, как испытания были закончены, было решено купить шестьдесят пять единиц B-17.

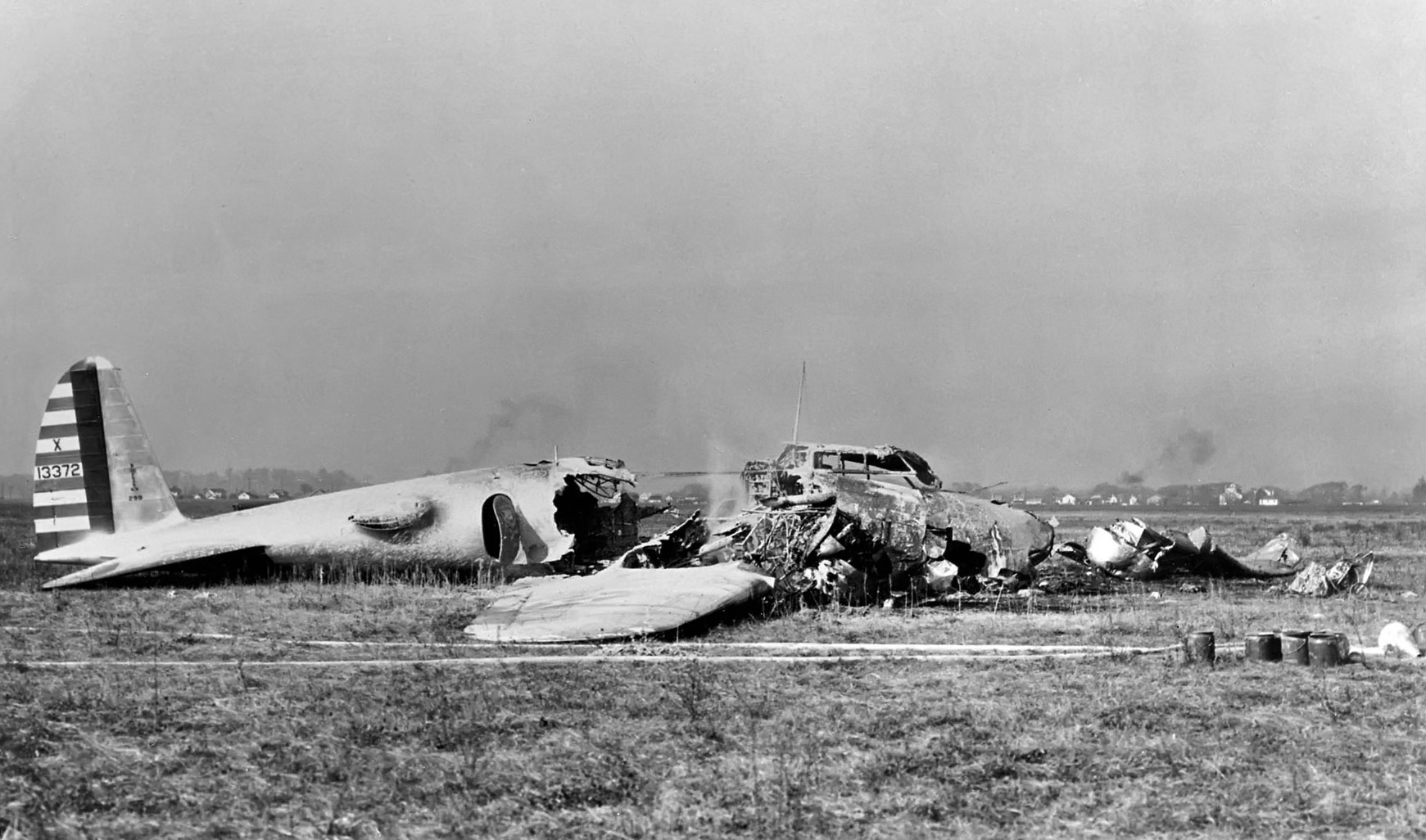
Разбившийся прототип Модель 299

Разработка Модели 299 была продолжена, и 30 октября 1935 года лётчик-испытатель ВКА, майор Питер Хилл и служащий в Boeing Лес Тауэр произвели второй оценочный полёт. Техсостав аэродрома забыл отключить стояночное стопорение рулей, лётчики не проверили управление и после отрыва от взлётной полосы самолёт резко задрал нос, потерял скорость и разбился; Хилл и Тауэр погибли (больше при крушении никто не пострадал). Прототип Модель 299 не завершил программу испытательных полётов, хотя многие признавали его потенциал, но представители армейского командования были шокированы высокой ценой самолёта. «Потеря была не полной, так как хвостовая часть осталась почти нетронутой и технический состав группы вооружения аэродрома Райт мог использовать как учебный стенд пулемётную точку в хвосте самолёта, однако надежды Boeing на большой контракт по производству бомбардировщиков были разбиты. Начальник штаба армии США генерал Мэлин Крэйг отменил заказ шестидесяти семи единиц Б-17 и заказал вместо них сто тридцать три двухмоторных Douglas B-18 Bolo.»
17 декабря 1936 года ВКА, впечатлённые возможностями прототипа, заказали с помощью лазейки в законе тринадцать прототипов Летающей крепости, YB-17 для эксплуатационных испытаний. YB-17 включал много важных изменений по сравнению с Моделью 299, в том числе и более мощные двигатели Wright Cyclone R-1820-39 мощностью 1200 л. с., заменившие оригинальные модели Pratt & Whitney. Основные конструктивные и аэродинамические проблемы B-17 ещё не были решены. После воздушного инцидента в Калифорнии, раскрывшего недоработки, появилась модель Е, так называемая «толстохвостая», с местом для стрелка в хвосте, надфюзеляжным стабилизатором и вторичной обратной связью двигателя. Стабилизатор значительно улучшил лётно-технические характеристики и прочность конструкции. По общему мнению, летать на этой модели было куда легче, чем на её соперниках — B-24 и Avro Lancaster.
1 марта 1937 года двенадцать из тринадцати единиц YB-17 были доставлены 2-й Бомбардировочной группе на аэродром Лэнгли в Виргинии и использовались для доработки самолёта. В частности, была предложена идея ввести контрольные карты (чек-листы) для лётного экипажа с тем, чтобы избежать повторения ситуации с прототипом Модель 299. В качестве одного из первых заданий три YB-17, ведомых главным штурманом лейтенантом Кёртисом Лeмеем, получили приказ генерала Эндрюса на «перехват» итальянского лайнера «Рекс», находящегося в 800 морских милях от побережья Америки, и его фотографирование. Успешное выполнение миссии было широко разрекламировано.
Тринадцатый YB-17 был доставлен в отделение материального обеспечения на аэродром Райт, Огайо для дальнейших лётных испытаний.

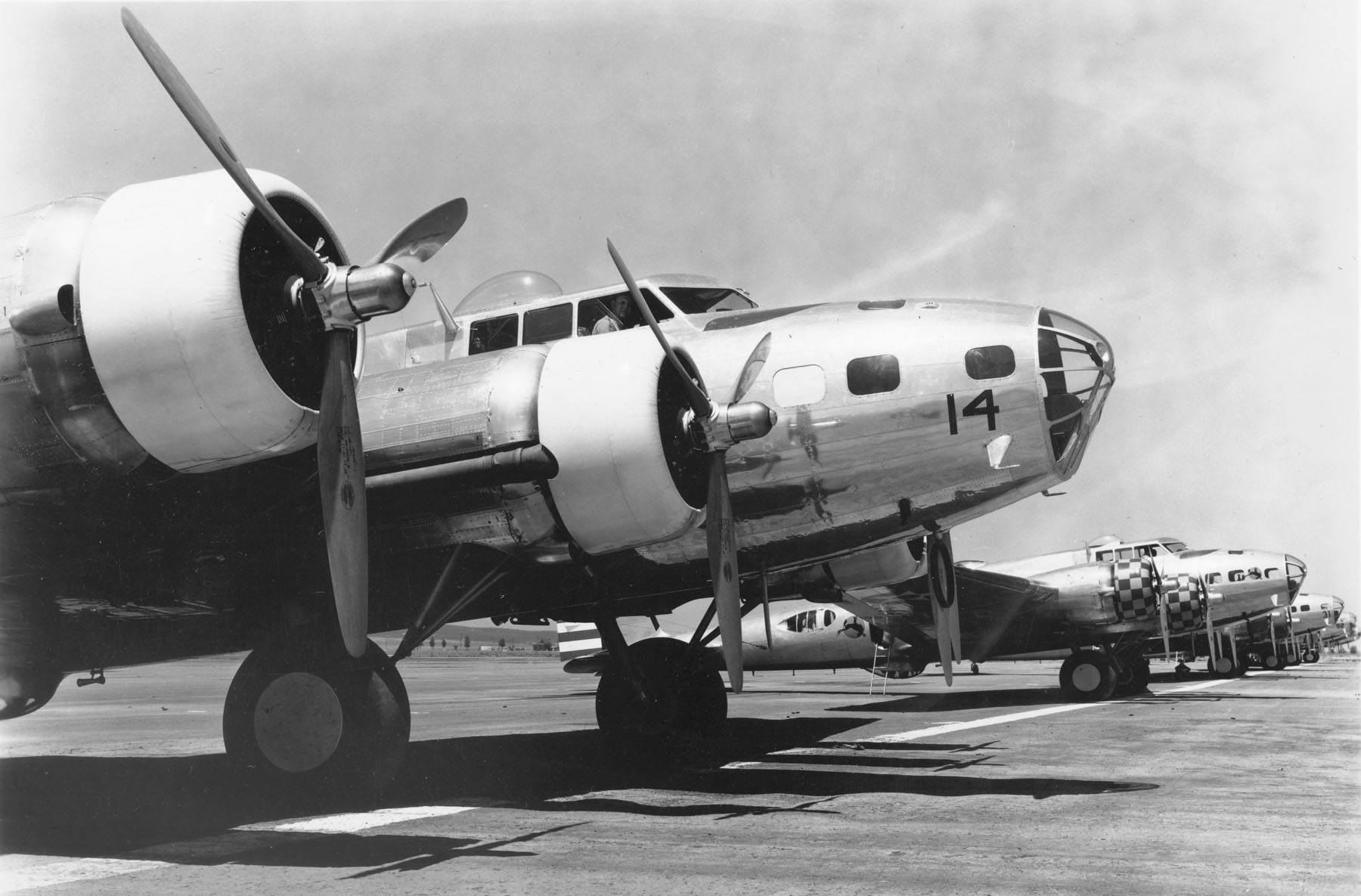
Boeing B-17B на аэродроме Маршалл, Калифорния, перед Перл-Харбором

Четырнадцатый YB-17 (бортовой номер 37-369), изначально создававшийся для наземных испытаний прочности корпуса, был улучшен и оснащён газовыми турбокомпрессорами на выхлопных газах. Этот борт должен был подняться в воздух в 1937 году, но из-за проблем с турбокомпрессорами первый раз он оторвался от земли 26 апреля 1938 года. Модификации стоили Boeing более $100 000 и продолжались до весны 1939 года, но в результате увеличился практический потолок и максимальная скорость. Первый самолёт был поставлен в войска 31 января 1939 года и получил название B-17A для обозначения первого боевого варианта.
В конце 1937 года ВКА заказал ещё десять самолётов, обозначенных как B-17B, и чуть позже — ещё двадцать девять. Были увеличены закрылки, рули и установлен плексигласовый нос. Самолёты были поставлены в войска между июлем 1939 и мартом 1940 годов. Ими были вооружены две бомбардировочные группы на восточном и западном побережьях США.
Перед атакой Японии на Перл-Харбор чуть менее 200 единиц B-17 состояли на вооружении армии США, но производство значительно ускорилось, и B-17 стал первым действительно массово выпускаемым крупным самолётом. Самолёт участвовал в боях над всеми театрами Второй мировой войны и его производство закончилось только в мае 1945 года. Всего был произведён 12 731 самолёт на заводах Boeing, Douglas и Vega (подразделение Lockheed).

## Производство
|         | 1     | 2     | 3     | 4     | 5     | 6     | 7     | 8     | 9     | 10    | 11    | 12    | Всего |
| ------- | ----- | ----- | ----- | ----- | ----- | ----- | ----- | ----- | ----- | ----- | ----- | ----- | ----- |
| 1936-39 |       |       |       |       |       |       |       |       |       |       |       |       | 39    |
| 1940    | 6     | 4     | 5     |       |       |       | 2     | 8     | 7     | 15    | 6     |       | 53    |
| 1941    |       | 13    | 8     | 21    |       |       |       |       | 5     | 12    | 25    | 60    | 144   |
| 1942    | 74    | 75    | 85    | 90    | 90    | 99    | 107   | 121   | 137   | 150   | 163   | 221   | 1412  |
| 1943    | 199   | 259   | 286   | 327   | 345   | 333   | 379   | 383   | 386   | 406   | 426   | 450   | 4179  |
| 1944    | 472   | 488   | 578   | 475   | 524   | 508   | 468   | 476   | 422   | 327   | 308   | 306   | 5352  |
| 1945    | 319   | 304   | 307   | 243   | 179   | 136   | 64    |       |       |       |       |       | 1552  |
| Всего   | Всего | Всего | Всего | Всего | Всего | Всего | Всего | Всего | Всего | Всего | Всего | Всего | 12731 |

## Конструкция[33]
Самолёт строился в нескольких модификациях и вариантах, достаточно значимо отличающихся конструктивно, составом оборудования и лётно-техническими характеристиками. Конструктивно это четырёхмоторный свободнонесущий моноплан с низкорасположенным крылом и традиционным оперением, двухстоечным убирающимся шасси с хвостовой опорой. Лётный экипаж состоял от шести и более человек, в зависимости от модификации самолёта, на наиболее массовом бомбардировщике B-17G — десять человек, из которых четыре офицера, остальные сержанты.
Фюзеляж самолёта — цельнометаллический полумонокок круглого сечения с гладкой работающей обшивкой, собранный из четырёх разъёмных секций: передняя кабина, бомбовый отсек, фюзеляжный отсек и хвостовой отсек с местом кормового стрелка.
Крыло прямое трапециевидное свободнонесущее, профиль NACA 0018 у корня, NACA 0010 у концов. Стреловидность крыла по передней кромке 8°9′. Поперечное V крыла составляет +4,5 градуса. Крыло собирается из 18 отдельных узлов. Центральная секция крыла (до наружных моторов) трёхлонжеронная, консоли — двухлонжеронные. Лонжероны и нервюры ферменного типа из алюминиевых труб квадратного сечения и прессованных элементов. Пространство между лонжеронами зашито гофрированными листами из алюминиевого сплава. К ней и набору прикреплена наружная гладкая обшивка, также воспринимающая часть нагрузки. Крыло несёт элероны и посадочные щитки. Элероны имеют дюралевый каркас и полотняную обтяжку, щитки — металлические. Триммер установлен только на левом элероне. За наружными моторами в передней кромке крыла смонтированы посадочные фары. Далее по размаху вся передняя кромка занята резиновым антиобледенителем фирмы Гудрич, который сбрасывал лёд с передней кромки крыла, деформируясь при нагнетании в него сжатого воздуха.
Шасси убираемое в полёте, с двумя основными опорами и хвостовым колесом. На основных стойках по одному тормозному колесу. Основные стойки снабжены газомасляными амортизаторами. При уборке они складываются вперёд по полёту в мотогондолы второго и третьего двигателей, в ниши между двигателем и турбонагнетателем.
Хвостовое колесо из литой резины (не пневматическое), ориентирующееся. Ниши шасси створок не имеют, колёса основных стоек приблизительно до половины выглядывают из мотогондол, хвостовое колесо убирается назад в хвостовую часть фюзеляжа полностью.
Силовая установка — четыре 9-цилиндровых звездообразных мотора воздушного охлаждения с турбонаддувом «Райт R-1820». Номинальная мощность моторов на разных модификациях варьировалась от 850 л. с. (R-1820-39 на Y1 В-17) до 1000 л. с. (R-1820-97 на B-17G). Взлётная мощность мотора R-1820-97 составляет 1200 л. с., кроме того был введён так называемый чрезвычайный боевой режим, повышающий мощность мотора до 1380 л. с.
Двигатели заключены в кольцевые капоты типа NACA, снабжённые начиная с B-17D управляемыми жалюзи. Моторы оснащены турбонагнетателями Дженерал Электрик В-2 (на последних сериях — В-22), работающими от энергии выхлопных газов. Нагнетатели расположены в донной части мотогондол так, что кожух турбины охлаждается набегающим забортным потоком воздуха. Перед поступлением в карбюратор сжатый воздух охлаждается в промежуточном радиаторе — интеркулере. Забор воздуха к нагнетателю и промежуточному радиатору осуществляется из-под передней кромки крыла рядом с моторами. Маслорадиаторы двигателей упрятаны в кромку крыла. Горячий воздух выходит из них через щели сверху в плоскостях за моторами.
Топливная система. Бензобаки общей ёмкостью до 6435 л смонтированы в центральной части крыла между основными лонжеронами. Начиная с модификации F введены дополнительные так называемые «токийские» баки в консолях крыла ёмкостью 4088 л. Все баки жёсткого типа, металлические, с модификации B-17D — протектированные. При перелётах вместо бомбового вооружения в бомбоотсеке монтировались два дополнительных бензобака на 3104 литра.
Электрооборудование. Бортовая сеть постоянного тока сначала на 12, затем на 24 вольта, с генераторами на двигателях и аккумуляторами.
Компоновка и оборудование. В передней части самолёта находится кабина для штурманов с лобовым блистером из плексигласа. На бомбардировщиках было два штурмана: спереди сидел штурман-бомбардир, за ним слева по полёту штурман-навигатор. Застеклённый нос (передний блистер) на В-17Е имел металлический каркас, на B-17F он штамповался из цельного куска оргстекла. Для прицеливания штурман-бомбардир имел электромеханический гиростабилизированный бомбовый прицел «Норден», позволявший успешно поражать видимые неподвижные цели с высот до 8 км. Начиная с модели B-17F, в прицел добавили связь с автопилотом, что позволило штурману в процессе наводки напрямую управлять самолётом в боковой плоскости, а не давать команды пилотам по переговорному устройству. Функция оказалась очень полезной и впоследствии применялась на многих бомбардировщиках. Отдельные самолёты В-17 получили радиолокационный прицел AN/APS-15 «Микки», позволявший бомбить по радиоконтрастным целям в условиях сплошной облачности или ночью. Антенну прицела разместили внизу фюзеляжа, при этом нижнюю стрелковую установку пришлось демонтировать.
Сверху штурманской кабины имелось несколько небольших окон (до 4), на более поздних модификациях самолёта количество окон уменьшили до одного, но добавили астрокупол — круглый выпуклый иллюминатор из оргстекла над местом навигатора.
За кабиной штурманов на «втором этаже» расположена кабина пилотов. В левом кресле сидит командир самолёта, а в правом — второй пилот. Управление самолётом механическое сдвоенное. Приборное оборудование кабины было хорошее, с широким использованием современных гироскопических приборов, был установлен электрический автопилот С-1. Начиная с модификации B-17G, управление оснащено электромеханическим бустером.
За лётчиками находится место бортового техника с собственным рабочим пультом, на котором располагаются приборы, контролирующие работу двигателей, гидросистемы, электросистемы и т. п. На машинах после В-17Е сверху над этим отсеком смонтирована электрифицированная пулемётная турель.
Далее идёт бомбовый отсек, прикрываемый снизу парой створок с электроприводом. В гаргроте над бомбоотсеком уложены две надувные спасательные лодки на случай вынужденной посадки на воду и баллоны для их наполнения.
За бомбовым отсеком находится рабочее место стрелка-радиста с радиостанцией SCR-535. Сверху радиорубки имелся застеклённый сдвижной люк, в который выдвигается пулемёт. Снизу в радиорубке устанавливался аэрофотоаппарат для плановой съёмки.
Снизу за бомбовым отсеком расположено место нижнего стрелка шаровой турели, затем места двух бортовых стрелков. За местами стрелков расположен туалет и по правому борту — входная дверь. На всех модификациях после В-17Е далее хвостовая часть уширена и в ней выполнен сквозной проход в корму. Хвостовая часть фюзеляжа заканчивается у всех ранних модификаций самолёта небольшим обтекателем, на В-17Е и более поздних было смонтировано рабочее место кормового стрелка с кормовой турелью.
Оборонительное вооружение самолёта состояло из крупнокалиберных пулемётов «Браунинг» М2 в турельных и шкворневых установках в различных сочетаниях и зависело не только от модификации бомбардировщика, но и от серии выпуска. В максимальной комплектации количество пулемётов на B-17G включало 13 пулемётов 50-го калибра (12,7 мм): 2 носовых, 2 бортовых, 1 верхний, 2 в верхней турели, 2 в нижней турели, 2 в носовой турели, 2 в кормовой турели. При обороне огонь из пулемётов вели все члены экипажа, кроме двух пилотов.
Первоначально на самолёте в носовом блистере имелись три отверстия, позволяющие вести огонь из перекидного пулемёта Браунинг 30-го калибра (7,62 мм), но ввиду недостаточной эффективности оборонительное вооружение переднего сектора было переделано: был полностью заменён блистер штурмана-бомбардира на новый, в районе вершины блистера был сделан вырез и установлено крепление под более мощный пулемёт 50-го калибра, а сверху сразу за блистером имелось окошко, через которое штурман целился. Также на ряде самолётов в штурманской кабине в боковых окнах увеличенной площади устанавливались пулемёты на шаровых установках К-2.
У бортового техника была установлена электрифицированная турель «Сперри» с двумя пулемётами.
На рабочем месте стрелка-радиста верхний люк при отражении атак противника сдвигался по направляющим, после чего в образовавшееся окно выдвигался по рельсам пулемёт.
Примерно по центру хвостовой секции фюзеляжа между задней кромкой крыла и оперением расположены бортовые стрелковые установки К-6. На ранних модификациях они устанавливались в каплевидных блистерах, на В-17С и B-17D — в окнах каплевидного очертания. На самолётах с модификации В-17Е для бортовых пулемётов были сделаны просто вырезы в бортах, но затем стали изготавливать откидные застеклённые люки. Начиная с серии B-17G-50-B0 установки сделали асимметричными — правая сдвинута на три шпангоута вперёд. Это было сделано для того, чтобы бортовые стрелки при работе не мешали друг другу.
Задняя турель с двумя пулемётами управлялась кормовым стрелком. У него был собственный люк для аварийного покидания самолёта.
Общий боезапас для B-17F составлял 3900 патронов, для B-17G — 5770 патронов.
Защита экипажа. Экипаж защищен бронеплитами, бронеспинками сидений, а стрелки, кроме того, — индивидуальными бронефартуками.
Бомбовое вооружение состояло из наружной и внутренней подвески. Максимально на самолёт можно было подвесить груз массой 17000 фунтов (8 тонн). На самолётах B-17G наружные балочные бомбодержатели не устанавливались, но была предусмотрена возможность их установки. Согласно инструкции, на самолёт можно было подвесить следующие боеприпасы:
- 2 по 908 кг в отсек + 2 по 1816 кг снаружи (всего 4360 кг)
- 6 по 727 кг в отсек + 2 по 908 кг снаружи (всего 6178 кг)
- 6 по 454 кг в отсек + 2 по 727 кг снаружи
- 12 по 227 кг в отсек + 2 по 427 кг снаружи
- 16 по 114 кг в отсек
- 24 по 45,4 кг в отсек

По центру бомбоотсека идет узкий мостик-трап, ведущий через прямоугольную дверь из передней кабины за следующую переборку к рабочему месту радиста.
Окраска самолётов.
Внутри самолёт не красился и имел цвет светло-зелёного грунта по дюралю, либо красился в различные оттенки зелёного, приборные доски и пульты имели матовый чёрный цвет. Снаружи самолёт стандартно окрашивался в матовый однотонный оливково-зелёный защитный цвет, плоскости и брюхо фюзеляжа снизу — в матовый серо-голубой (нейтрально-серый), иногда для окраски использовался пятнистый камуфляж оттенков зелёного. Отдельные самолёты, предназначенные для выполнения специальных операций в ночное время перекрашивались в чёрный цвет.
Опознавательный знак ВВС США (белая звезда в синем круге, с 1943 года были дорисованы белые прямоугольные «крылышки») наносился с двух сторон на фюзеляж за центропланом, на левую плоскость крыла сверху и на правую плоскость крыла снизу. На киле рисовали заводской номер самолёта (пяти- или шестизначный). Начиная с 1942 года на борта самолётов наносился двухбуквенный код эскадрильи и буква индивидуального номера самолёта в эскадрилье.
Вопреки впоследствии появившимся популярным кинофильмам, где боевые самолёты раскрашены глянцевыми красками в яркие цвета с огромным количеством надписей, символов и различными кустарными картинками фривольного характера, в реальности вся эта живопись не приветствовалась, так как демаскирует самолёт и понижает шансы выживаемости в боевых условиях.

### Модификации
- «модель 299» — прототип В-17, создававшийся в рамках технического задания 35-26 по заказу Авиационного корпуса армии США. Двигатели «Пратт-Уитни» R-1690-Е по 750 л. с. Первый экземпляр был собран 17 июля 1935 года. 28 июля выполнен первый полёт, 30 октября потерпел катастрофу.
- Y1В-17 («модель 299В») — опытная партия из 13 самолётов (один для статических испытаний), предназначалась для войсковых испытаний. На самолёт установлены более мощные моторы R-1820-39 по 850 л. с. Самолёты в количестве 12 шт. были переданы для опытной эксплуатации на АБ Langley Field (штат Вирджиния), 2-я BG.
- Y1В-17A (также В-17A или «модель 299F») — прототип В-17В, был переделан из планера для статиспытаний Y1В-17. Основное отличие от Y1В-17 — установка турбонагнетателей и изменения по топливной системе, что значительно подняло скорость и потолок самолёта.
- В-17В — первая серийная модель бомбардировщика, в производстве с 1939 года, построено 39 самолётов
- В-17С («модель 299Н») — вторая серия бомбардировщика, построено 38 самолётов, из которых 20 («модель 299Т») были переданы королевским ВВС Великобритании, где именовались «Фортресс I»
- B-17F («модель 299Q») — бомбардировщик с изменениями в бронезащите, оборудовании, вооружении и силовой установке. В серии с июня 1942 года. Изготовлено 3405 самолёта.
- B-17G («модель 299R») — самый массовый вариант бомбардировщика, в серии с 1943 года. Авиазаводами было собрано 8680 экземпляров.
- В-17Н (SB-17) — самолёты аварийно-спасательной службы, после ВМВ порядка 180 B-17G оборудовались сбрасываемыми спасательными лодками типа Хиггинс А-1
- RB-17G — разведывательный вариант самолёта, использовались в Корейской войне
- BQ-7 — радиоуправляемый беспилотный самолёт-снаряд.
- РВ-1 — патрульный и спасательный вариант для ВМФ, аналогичный армейским В-17Н. Было переоборудовано 46 B-17G и 2 B-17F
- РВ-1G — патрульный и спасательный вариант для береговой охраны США
- PB-1W — самолёт радиолокационного дозора для ВМФ.было переоборудовано порядка 31 B-17G. Самолёт имел характерный «гриб» антенны РЛС AN/APS-20 в носовой части фюзеляжа или на спине.
- QB-17 — дистанционно управляемый самолёт-мишень, оборудованный аппаратурой контроля повреждений. Применялись при испытаниях ракет класса воздух-воздух, при наземных испытаниях ядерного оружия (первое применение было при взрыве на атолле Бикини), других исследованиях
- DB-17P — самолёт управления летающей мишенью QB-17
- С-108 — штабной вариант
- VB-17G — штабной вариант самолёта, использовался в ВВС до второй половины 50-х годов
- СВ-17 — транспортный вариант бомбардировщика
- "Фортресс IIА " — внутреннее обозначение 45 эксплуатировавшихся бомбардировщиков B-17F в ВВС Великобритании
- Дорнье Do-200 — трофейные B-17F и B-17G, восстановленные германскими специалистами и использовавшиеся для специальных заданий
- Боинг 307 — пассажирский вариант бомбардировщика с герметичной кабиной, использовался АК «Пан Америкэн», в войну все эти пассажирские самолёты были переделаны в транспортные под индексом С-75, в 1944 году переданы обратно гражданским перевозчикам.

## Боевое применение

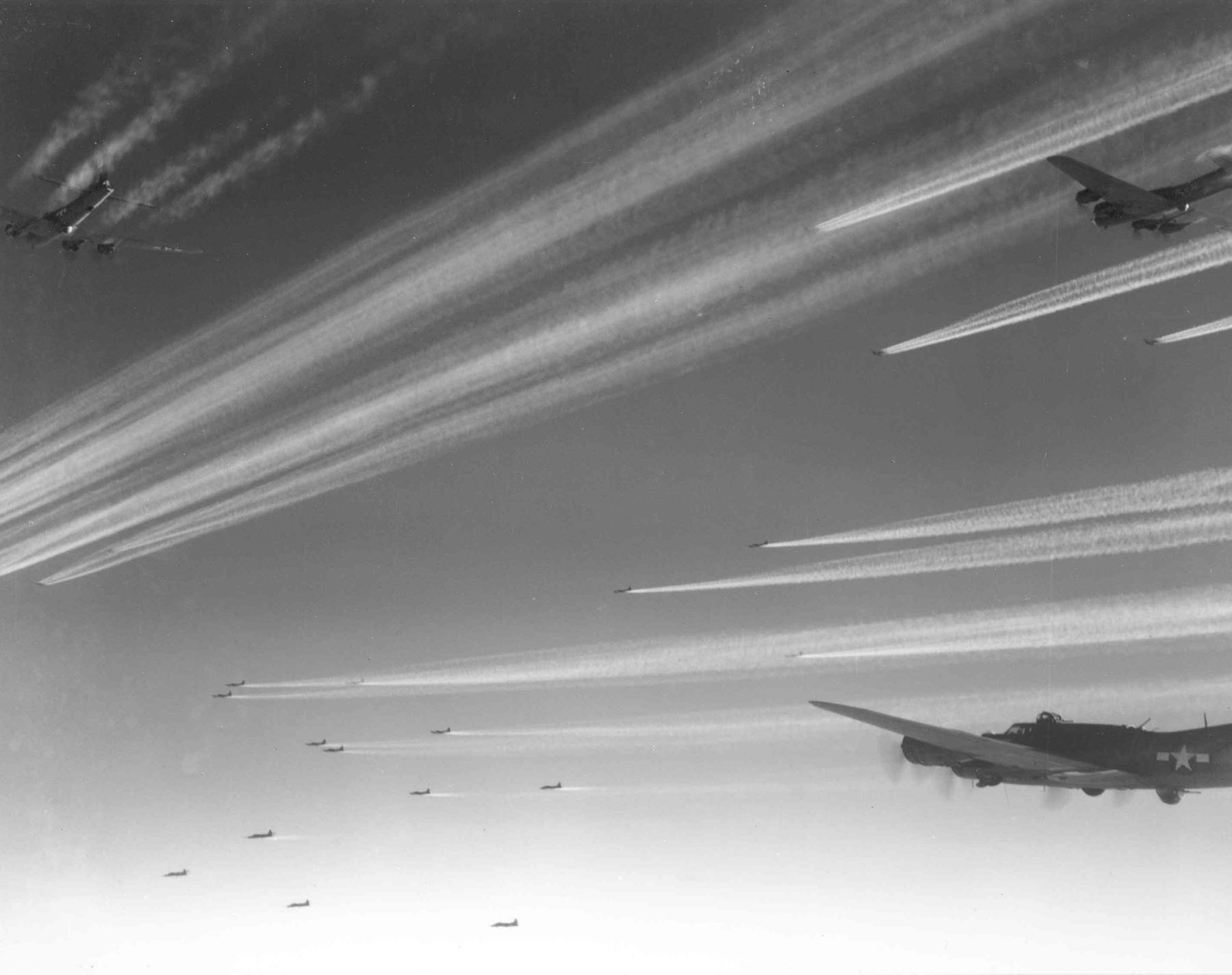
Большая группа Boeing B-17F из 92-й бомбардировочной группы над Европой

Во время Второй мировой войны первыми B-17 стали применять Королевские военно-воздушные силы Великобритании в 1941; 8-я и 15-я воздушные армии США в 1942. Основное боевое применение — дневные стратегические бомбардировки немецкой промышленности. Также использовались во время высадки в Нормандии для нанесения ударов по немецким аэродромам ПВО (Операция Pointblank).
В течение Второй мировой B-17 вооружались 32 боевые группы, максимум единиц в строю — в августе 1944, 4574 самолёта ВВС США по всему миру, всего сброшено 650 195 тонн бомб на цели в Европе. Для сравнения, B-24 Liberator сбросил 451 691 тонну, все остальные американские ВВС сбросили 420 520 тонн. Около 4750 единиц, или одна треть, B-17 были потеряны в бою.

### Королевские военно-воздушные силы Великобритании
Королевские ВВС вступили во Вторую мировую войну не имея собственных тяжёлых бомбардировщиков: «Стирлинги» и «Галифаксы» поступили на вооружение лишь в 1941. Поэтому в 1940 году КВВС заключает соглашение с Воздушным корпусом армии США на поставку 20 единиц B-17, обозначенных как Крепость 1 (англ. Fortress I ). Впервые B-17 использовались в атаке на Вильгельмсхафен 8 июля 1941. Американцы обычно летали на высоте 6000 м, но англичане предпочитали 9000 м, что снижало опасность перехвата истребителями. Однако большая высота снижала точность бомбометания, кроме того из-за низкой температуры замерзала смазка в пулемётах. 24 июля был нанесён удар по другой цели — военным объектам в Бресте, но опять безрезультатно.

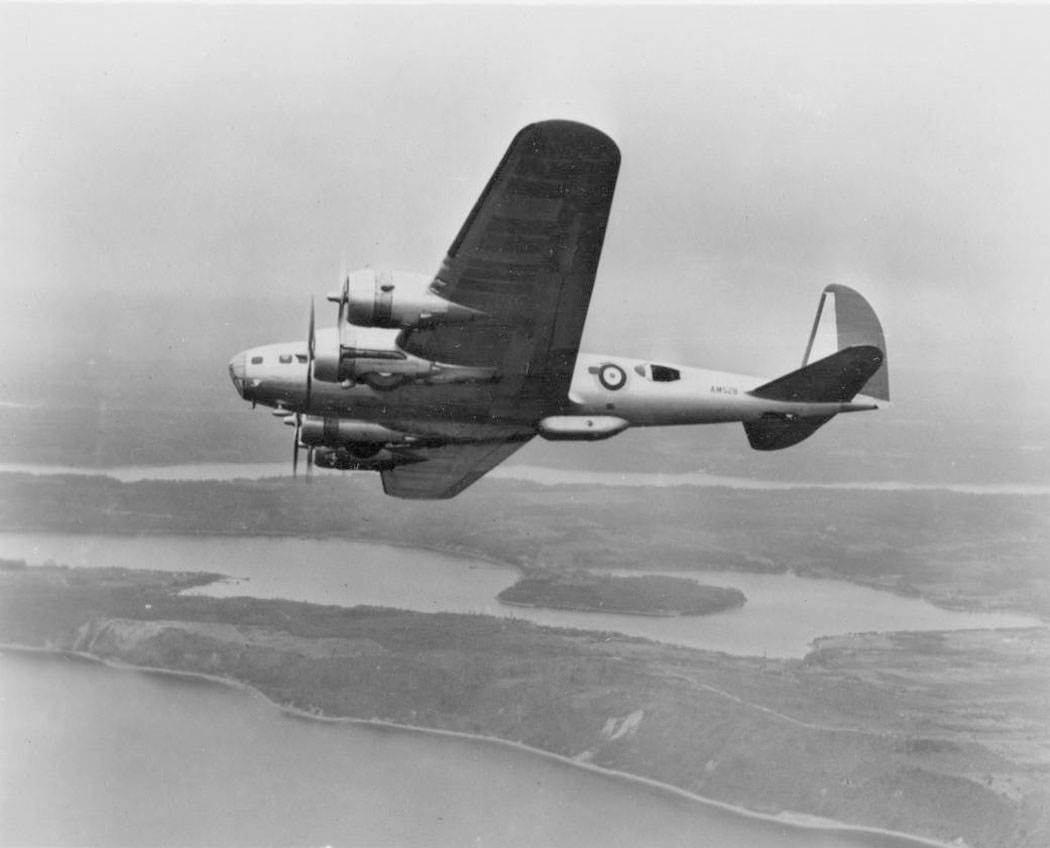
Крепость B.I Королевских ВВС AN529
экс-B-17C бн 40-2065.

До сентября 1941 года Королевские ВВС потеряли восемь B-17C в бою и авариях, в итоге бомбардировочное командование отказалось от дневных операций. Оставшиеся самолёты были распределены между различными службами, включая прибрежную оборону. Полученный опыт показал, что B-17C требует доработки: усиления бронирования, увеличения бомбовой нагрузки и разработки новых методов прицельного бомбометания; все это было реализовано в последующих версиях. Воздушное командование США по-прежнему надеялись использовать B-17 как дневной бомбардировщик.
Бомбардировочное командование передало оставшиеся Крепости 1 прибрежной авиации для использования в качестве патрульного самолёта дальнего радиуса действия. Позже было дополнительно передано 19 единиц Крепость тип 2 и 45 единиц Крепость тип 2А (B-17F и B-17E, именно в этом порядке — ВКА заказал модель с литерой 'F' до заказа с литерой 'Е'). Крепость из 206-й эскадрильи Королевских ВВС потопил немецкую подводную лодку U-627 27 октября 1942 — это была первая из 11 подводных лодок, записанных на счёт «Крепостей» из Королевских ВВС в течение всей войны.

### ВВС США

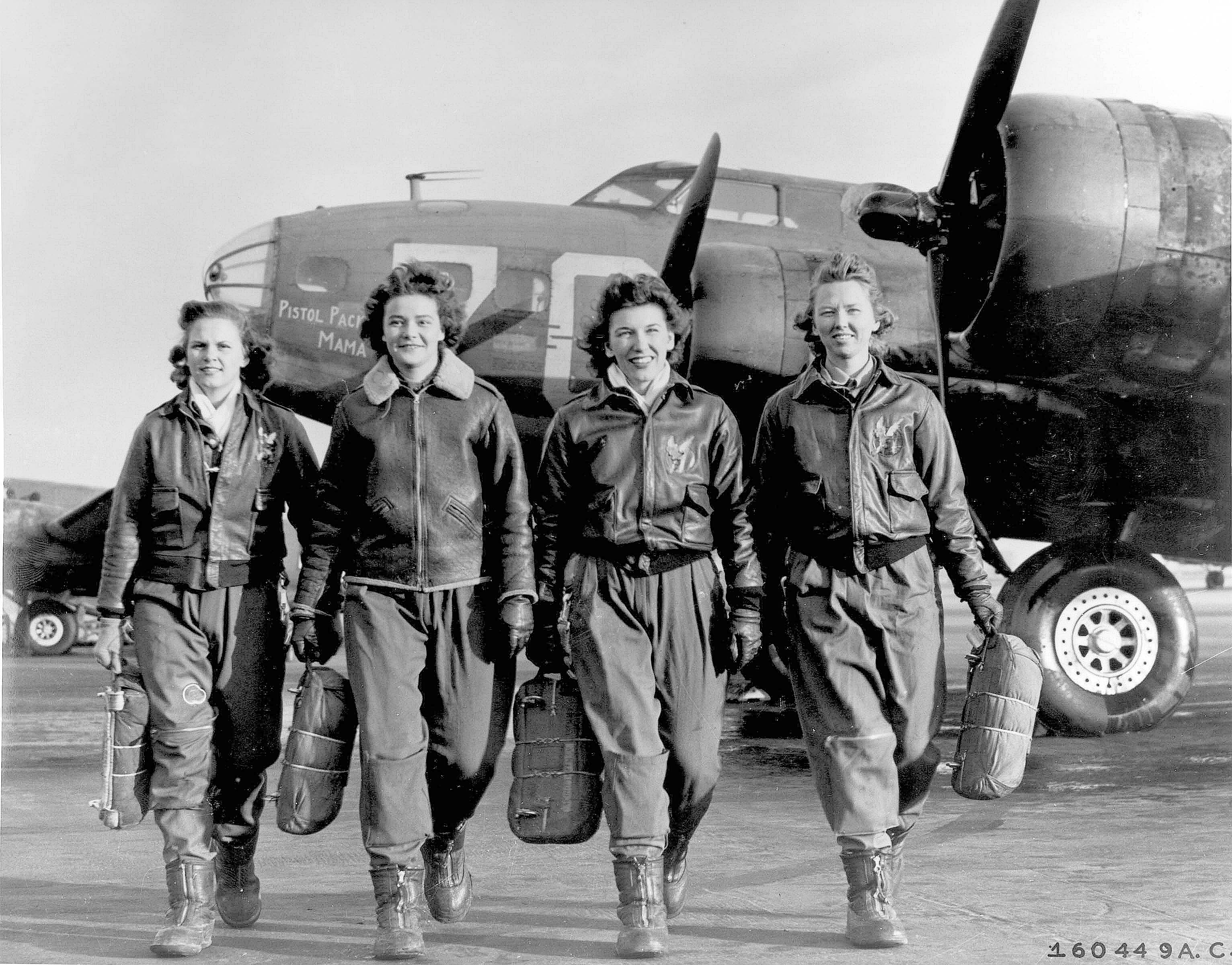
Четыре женщины-пилота, покидающие свой самолёт «Мамочка при стволе» в авиашколе на аэродроме Локборн, Огайо. Слева направо: Фрэнсис Грин, Марджет (Пэг) Кирхнер, Энн Вальднер и Бланш Осборн

Воздушный корпус (переименован в Военно-воздушные силы армии США в 1941 г.) использовал B-17 и другие бомбардировщики для атак с большой высоты с помощью секретного в то время бомбового прицела «Норден», который включал в себя гиростабилизированное аналоговое вычислительное устройство. Прицел автоматически вычислял момент сброса на основе введенных оператором данных. Для того чтобы расчёт был точным, требовался горизонтальный полёт по прямой и с постоянной скоростью. Для этого, при подлёте к точке сброса, бомбардир включал прицел в режим автопилота, внося лишь небольшие коррективы в курс. При достижении расчётной точки, прицел автоматически производил сброс бомб.
ВВС США начали наращивать свои силы в Европе с помощью B-17E вскоре после вступления в войну. Первые самолёты 8-й воздушной армии прибыли в Верхний Уэйкомб (англ. High Wycombe), Англия 12 мая 1942 года, где из них сформировали 97-ю бомбардировочную группу. 17 августа 1942 года 18 самолётов B-17E из 97-й бомбардировочной группы, включая Олух Янки (англ. Yankee Doodle), ведомые майором Полом Тиббетсом и бригадным генералом Эйра Икером и в сопровождении Спитфайров Королевских ВВС вылетели в первый налёт, имея целью железнодорожную сортировочную станцию около Руана, Франция. Операция прошла успешно, только два самолёта получили незначительные повреждения.

### Совместные действия

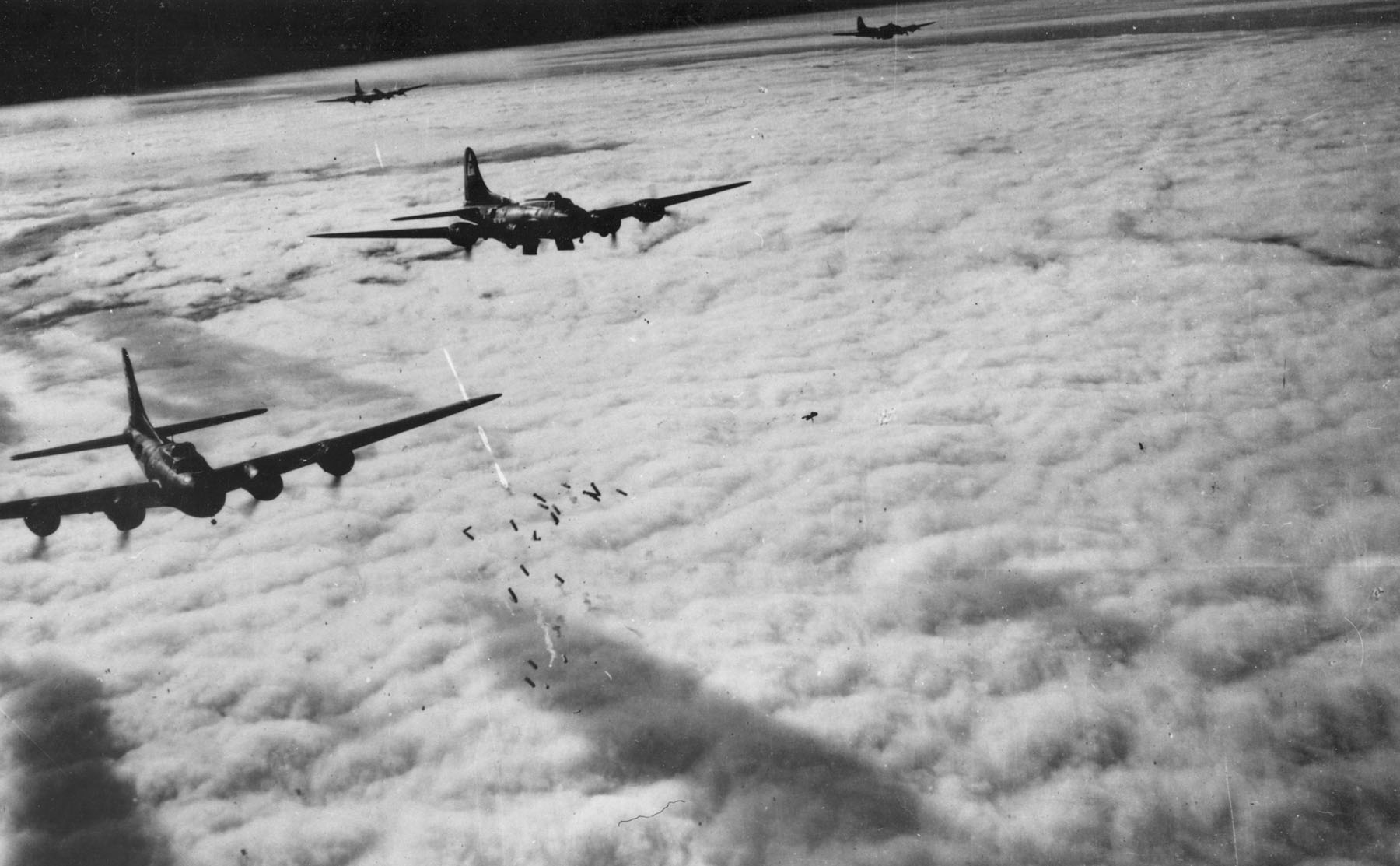
Бомбардировка по радару сквозь облака группой самолётов Boeing B-17F над Бременом, Германия. 13 ноября 1943.

Две различные стратегии американских и английских ВВС обсуждались на конференции в Касабланке в январе 1943. В результате был выработан план операции «Pointblank», нацеленной на совместные авиаудары, которые ослабят Вермахт и обеспечат превосходство в воздухе во время наземных операций.
Операция «Пойнтбланк» началась с ударов по целям в Западной Европе. Генерал Эйра Икер определил как наиболее приоритетные цели немецкие авиазаводы, особенно производящие истребители, двигательные фабрики и шарикоподшипниковые заводы.
17 апреля 1943 года попытка атаковать завод «Фокке-Вульф» около города Бремен 115 Крепостями окончилась неудачей; 16 самолётов было сбито и 48 получили повреждения. Однако более половины истребителей люфтваффе было занято отражением атак бомбардировщиков.

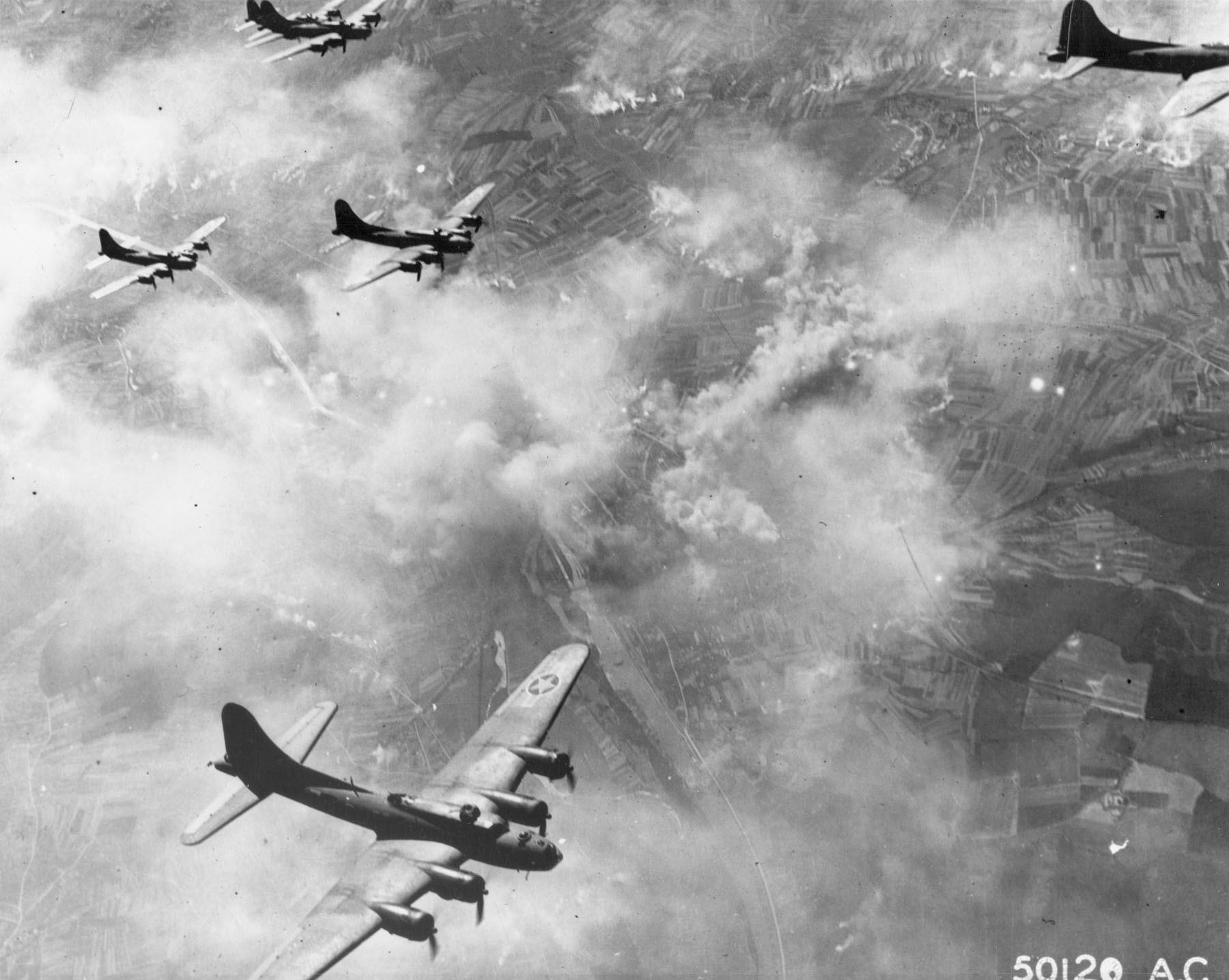
Группа Boeing B-17F над Швайнфуртом, Германия. 17 августа 1943.

Из-за того, что бомбардировки аэродромов очень незначительно ослабили боеспособность немецких истребителей, было принято решение создать дополнительные группы бомбардировщиков B-17. Икер определял основными целями индустриальные цели далеко за границей Германии. 8-я воздушная армия атаковала шарикоподшипниковые заводы в Швайнфурте в надежде нанести значительный ущерб производству. Первый авианалёт 17 августа 1943 не привёл к достаточным разрушениям заводов, на перехват 230 самолётов B-17 были отправлено около 300 истребителей люфтваффе. 36 самолётов с 360 членами экипажа на борту было сбито. Всего вместе со сбитыми ранее в тот же день при налёте на Регенсбург потери составили 60 единиц B-17.
Вторая попытка 14 октября 1943 года вскоре была названа «Чёрным четвергом». Из 291 атаковавших Крепостей 59 было сбито над Германией, одна утонула в Ла-Манше, пять разбилось в Англии и 12 были списаны из-за боевых повреждений или повреждений при посадке. Всего потеряно 77 машин. 122 бомбардировщика нуждались в ремонте. Из 2900 человек экипажа 650 не вернулись на базу, некоторые из них попали в плен. Пять были убиты и 43 ранены из состава самолётов, вернувшихся на аэродромы, 594 были заявлены, как пропавшие без вести. Только 33 B-17 вернулись без повреждений.

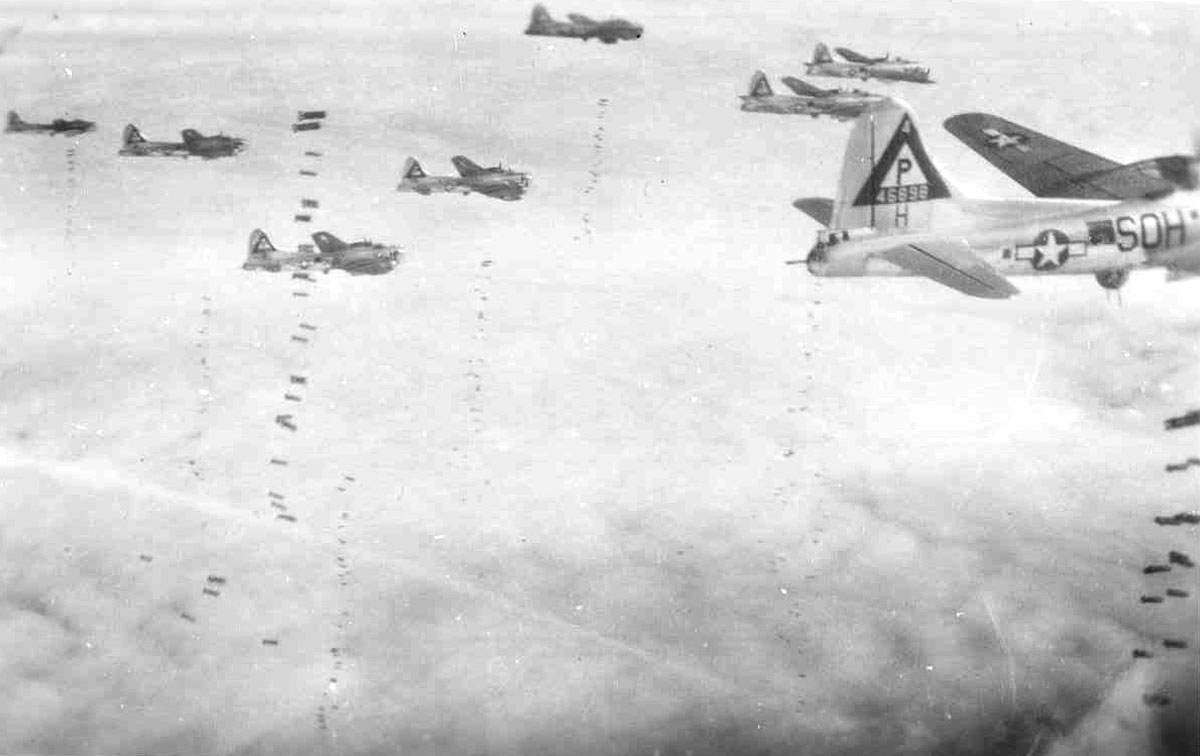
Группа Boeing B-17G из 384-й бомбардировочной группы над целью.

Потери пилотов было тяжело компенсировать и ВВС США, опасаясь больших потерь от вражеской истребительной авиации при дневных налётах, отложили бомбардировки целей в глубине территории Германии до появления эскортных истребителей, которые могли бы сопровождать бомбардировщики на всём пути от аэродрома до цели и обратно. 8-я воздушная армия потеряла 176 бомбардировщиков в октябре 1943 года. Почти такие же крупные потери 8-я воздушная армия понесла 11 января 1944 года при атаке Ошерслебена, Хальберштадта и Брауншвейга. Операция была отменена вскоре после начала из-за ухудшения погоды, однако первая волна бомбардировщиков уже вошла в зону действия ПВО противника и была вынуждена продолжить выполнение операции. Большая часть истребителей сопровождения повернула назад или не смогла встретиться с бомбардировщиками, в результате 60 B-17 были сбиты. Третий налёт на Швайнфурт 24 февраля 1944 года позднее был назван «Большой неделей». С эскортом из истребителей P-51 Mustang и P-47 Thunderbolt, снабжённых подвесными топливными баками для увеличения дальности полёта, были сбиты только 11 из 231 B-17, участвовавших в операции. истребители сопровождения позволили снизить процент потерь с 30 до 7, только 274 B-17 было потеряно за 3500 боевых вылетов во время Большой Недели.
В сентябре 1944 года 27 из 40 бомбардировочных групп 8-й воздушной армии и 6 из 21 15-й воздушной армии использовали B-17. Потери от зенитного огня противника продолжали выводить из строя много бомбардировщиков весь 1944 год, но к 27 апреля 1945 года (через два дня после последнего авианалёта с участием тяжёлых бомбардировщиков) потери стали настолько низки, что стало возможным прекратить постоянное пополнение новыми машинами и уменьшить количество бомбардировщиков в бомбардировочной группе. Совместная бомбардировочная атака союзников была с успехом завершена.

### Тихоокеанский ТВД
Только пять групп B-17 действовали в Юго-Восточном районе Тихого океана и все они были заменены в другие типы (B-24) в 1943 году.

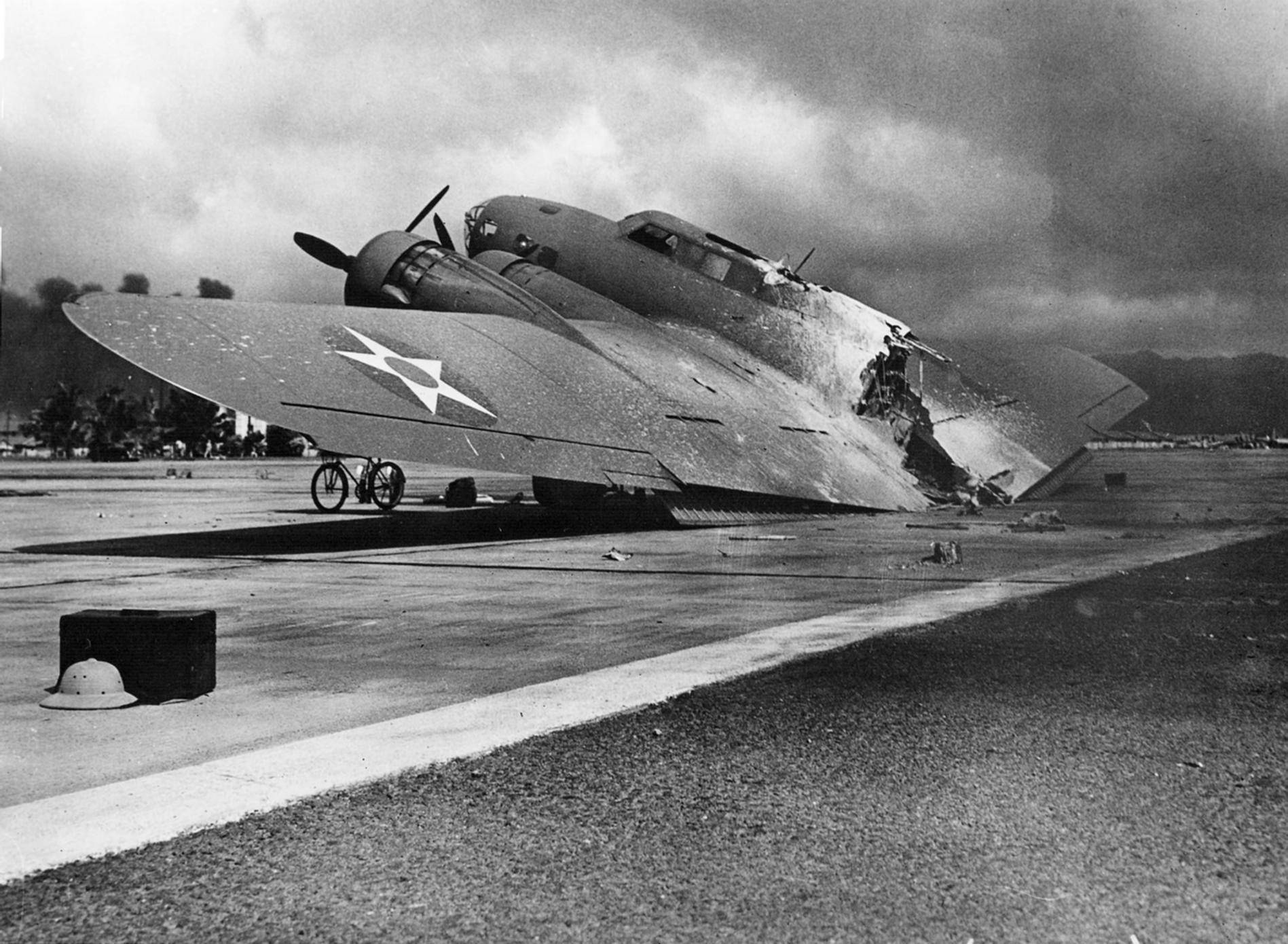
B-17C 40-2074 на аэродроме Хикэм. После того, как капитан Рэймонд Свенсон посадил самолёт, огонь артиллерии поджёг ящик осветительных патронов у миделя и самолёт разломился пополам

7 декабря 1941 года группа из двенадцати B-17 из 38-й и 88-й разведывательных эскадрилий перебазировались в Пёрл-Харбор с аэродрома Гамильтон, Калифорния, они прибыли в разгар японской атаки. Леонард Хамстон, второй пилот на самолёте B-17C старшего лейтенанта Роберта Ричардса, борт. № 40-2049, сообщил что флот даёт 21 залп салюта в честь их прибытия, однако он быстро понял что Пёрл-Харбор атакован. Почти сразу же Крепости были яростно обстреляны своими зенитчиками, однако без особого успеха — ни один член экипажа не получил ранений, если не считать ссадин. Самолёты были вынуждены отвернуть на аэродром Беллоус. Большая часть самолётов вернулась в строй после непродолжительного ремонта, за исключением бн 40-2049, получившего более 200 пулевых попаданий и больше не летавшего. Десять из двенадцати Крепостей пережили атаку.
Весь 1941 год Дальневосточная воздушная армия (ДВА, англ. Far East Air Force), базировавшаяся на военной базе Кларк в Филиппинах имела в своём составе 35 единиц B-17, Департамент вооружений планировал увеличение их количества до 165. Когда в ДВА получили сообщение об атаке на Перл-Харбор, генерал Льюис Брертон отправил свои истребители и бомбардировщики на различные разведывательные и патрульные задания для того, чтобы защитить их от уничтожения на аэродромах. Бретрон планировал использовать B-17 для налётов на японские аэродромы на Формозе, в соответствии с директивами плана «Радуга 5», но генерал Дуглас МакАртур запретил атаку. Серия дискуссий, сопровождаемая неверными сообщениями о воздушных налётах, сильно задержала разрешение на атаку. В то время, когда B-17, сопровождаемые истребителями Curtiss P-40 готовы были подняться в воздух, они были атакованы японскими бомбардировщиками из 11-го Воздушного флота Японии. ДВА потеряла большую часть своих самолётов во время первого удара, и была почти уничтожена за несколько следующих дней.

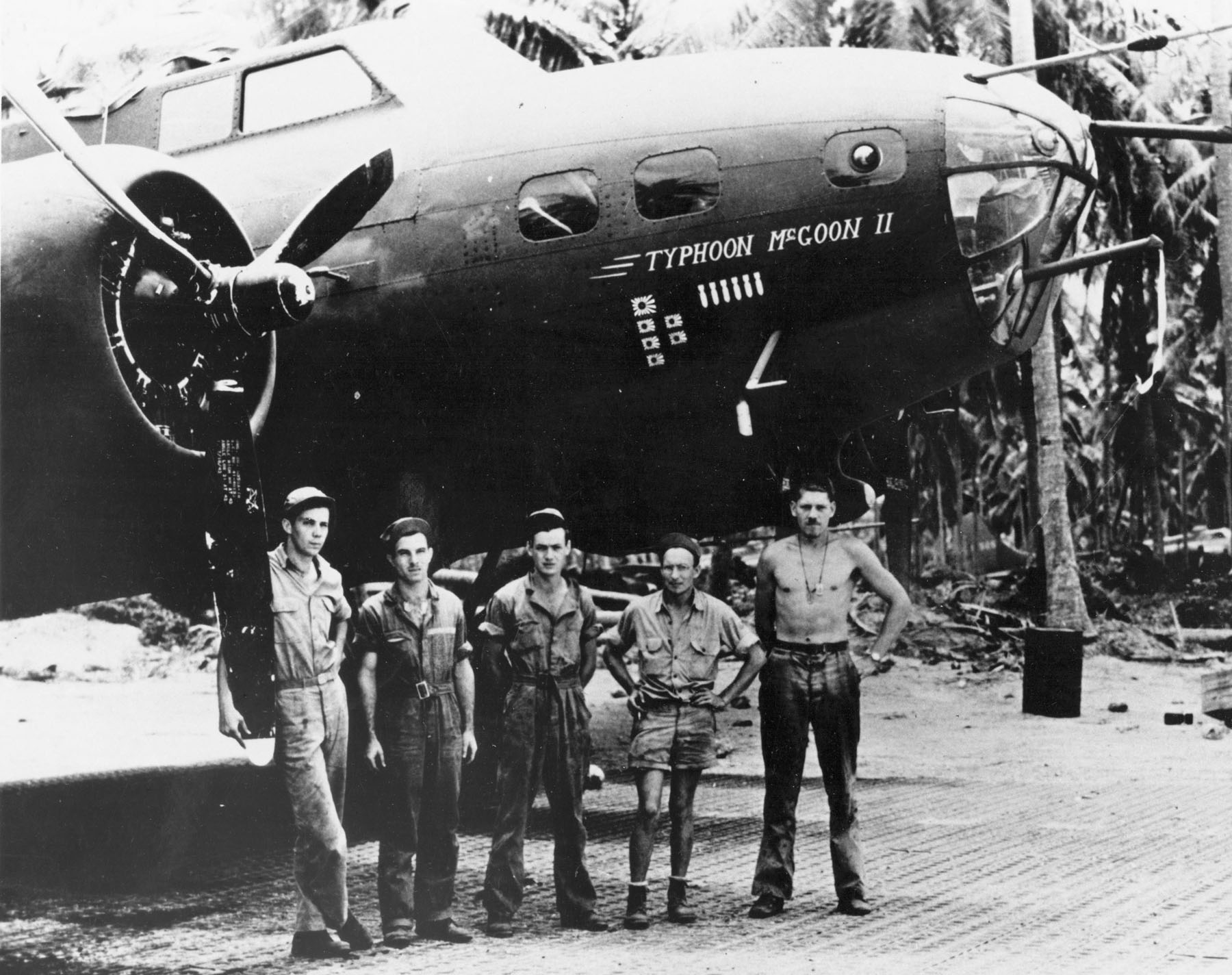
B-17E бн 41-9211
Тайфун МакГун 2 (Typhoon McGoon II). Антенны над плексигласовой частью кабины использовались для обнаружения наземных целей.

Другое сражение в начале войны на Тихом океане произошло 10 декабря 1941 года. По полученной информации Колин Келли направил свой B-17 на японский линкор «Харуна». Позднее стало известно, что было только попадание авиабомбы, причём в другое судно — крейсер Ашигара; однако Келли прославили как героя. Его самолёт B-17C (борт. № 40-2045) разбился в 10 км от аэродрома Кларк после того, как Келли удерживал горящую Крепость в воздухе достаточное время для того, чтобы другие члены экипажа успели покинуть самолёт. Келли был посмертно награждён Крестом «За выдающиеся заслуги». Сбитая крепость была засчитана японскому асу Сабуро Сакаи.

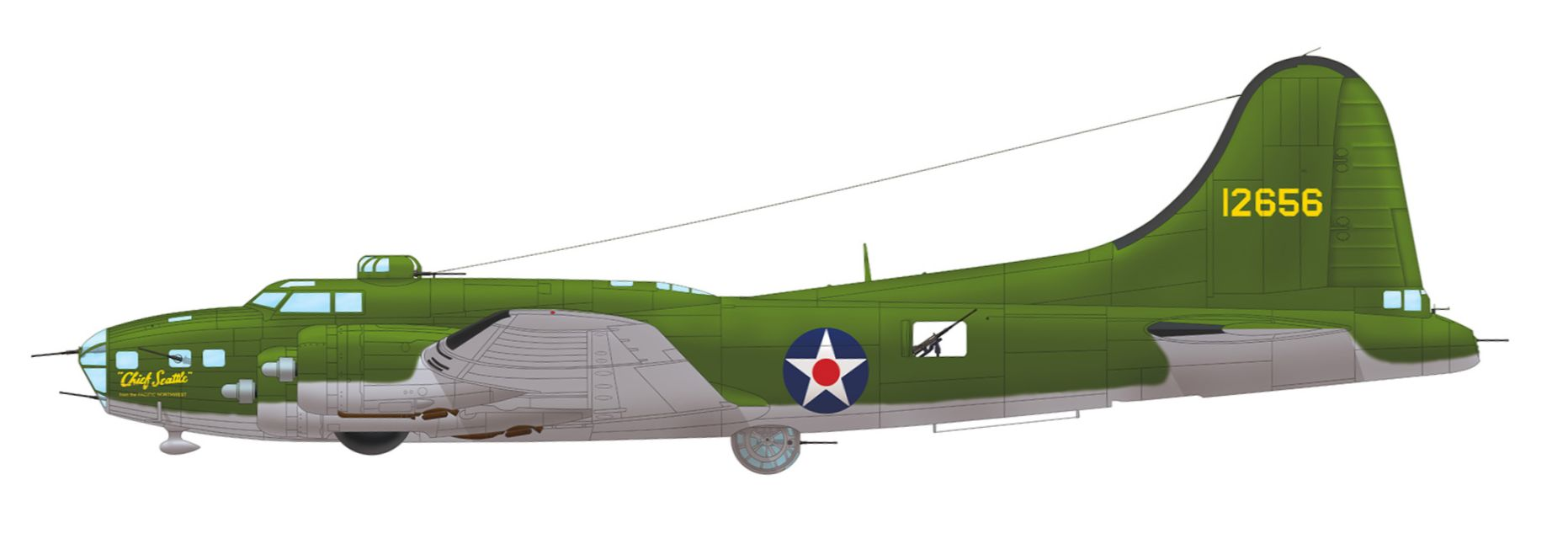
Boeing B-17E Flying Fortress, 19-я BG USAAF, лето 1942

В начале войны B-17 действовали с небольшой эффективностью, особенно в сражении в Коралловом Море и в битве за Мидуэй. B-17 из 5-й Воздушной Армии были заняты атакой японских линий снабжения. Использовалась тактика бомбардировок с большой высоты, но вскоре стал ясен низкий процент попадания в цель. Впрочем, B-17 летали на высотах, недоступных японским истребителям A6M Zero и обладали защитным вооружением, позволявшим с лёгкостью сражаться со слабо защищёнными истребителями.
2 марта 1943 года шесть B-17 из 64й эскадрильи атаковали большой японский конвой с высоты в три километра. Это была первая стадия битвы в море Бисмарка, рядом с берегом Новой Гвинеи. Использовался топмачтовый метод бомбометания, что позволило потопить три торговых судна, в том числе Киокусе Мару. Один B-17 был сбит истребителем A6M Zero, пилот истребителя расстреливал экипаж B-17, покинувший падающую машину на парашютах. Позднее 13 B-17 атаковали конвой со средней высоты, и вынудили корабли рассеяться и удлинить маршрут. Впоследствии конвой был уничтожен совместными усилиями истребителями Beaufighter Королевских ВВС Австралии и топмачтовым бомбометанием B-25 Mitchell ВВС США с высоты в 30 метров, B-17 засчитали пять попаданий с больших высот.

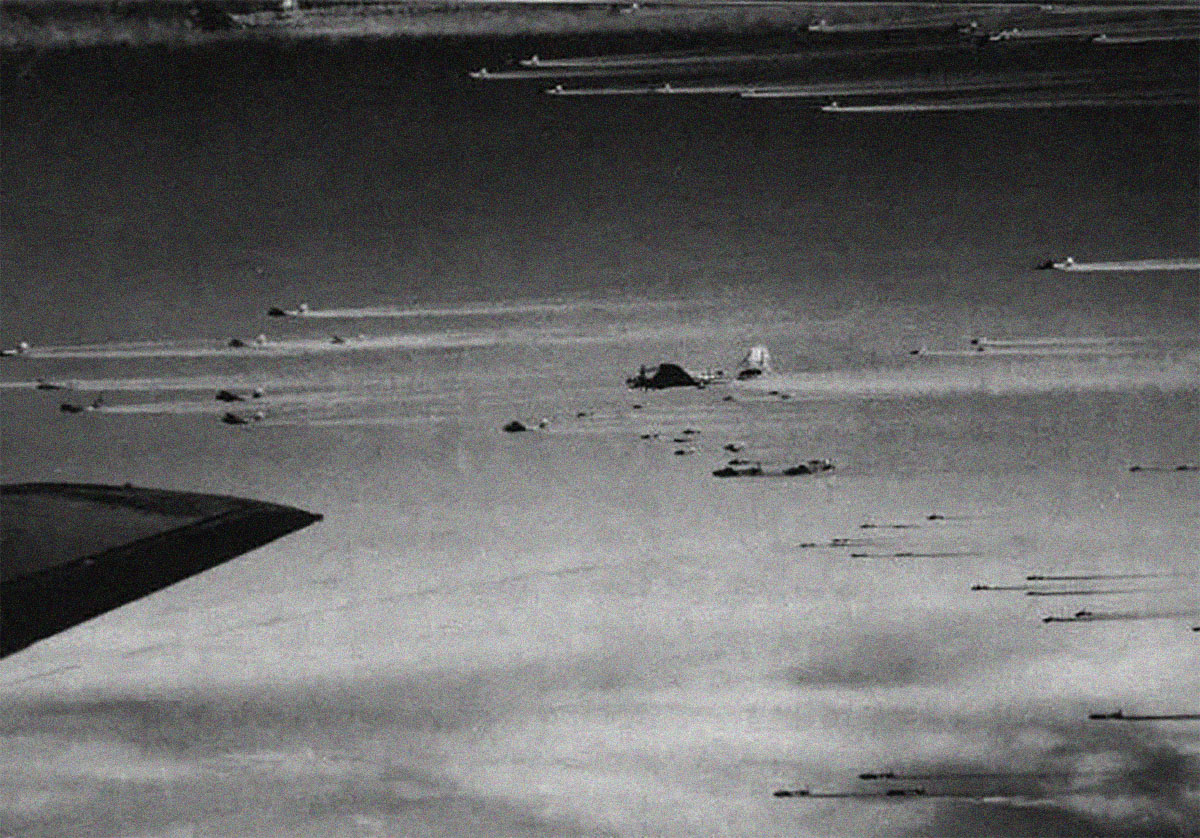
Часть группы из 1000 самолётов B-17 Flying Fortress над Европой

Максимум B-17 в 168 машин на Тихоокеанском ТВД был в сентябре 1942 года, к середине 1943 все группы были преобразованы в другие типы (B-24).

### В Люфтваффе
Во время Второй мировой войны в результате вынужденных посадок немцы захватили около 40 бомбардировщиков B-17, около дюжины из них после восстановительного ремонта летали в составе Люфтваффе. На самолёты были нанесены немецкие опознавательные знаки и им было присвоено кодовое наименование «Dornier Do 200». Захваченные B-17 в основном использовались эскадрой Kampfgeschwader 200 для выполнения секретных операций и разведывательных задач. Один из бомбардировщиков B-17 эскадры KG200 с бортовым номером A3+FB после посадки 27 июня 1944 года в аэропорту Валенсии был интернирован до конца войны Испанией. Некоторые захваченные B-17 с опознавательными знаками союзников использовались немцами для проникновения в строй бомбардировщиков для слежения за их курсом и высотой. Поначалу такая тактика приносила некоторый успех, однако экипажи B-17 быстро разработали и внедрили процедуру опознавания и правила открытия огня по «странным» самолётам, пытающимся присоединиться к строю. Также B-17 применялись немцами для исследования уязвимых мест бомбардировщиков и тренировки лётчиков-истребителей. В конце войны войска союзников обнаружили несколько уцелевших немецких B-17.

### СССР
США не поставляли B-17 в Советский Союз, однако как минимум 73 самолёта использовались ВВС СССР. Эти машины совершили вынужденную посадку из-за механических проблем после нанесения бомбовых ударов по объектам на территории Германии. Советские ВВС восстановили 23 единицы до рабочего состояния, но всего один самолёт был использован по прямому назначению Брянским авиаполком в 1945 году. B-17G-50-DL номер 44-6316 поступил в 45-ю ТБАД 11 февраля 1945 года. Когда самолёт нашли, в первую очередь нанесли красные звёзды по бортам фюзеляжа. Оставшаяся маркировка говорит о том, что самолёт принадлежал 358-й бомбардировочной эскадрильи 303-й бомбардировочной группы. В 1946 году они были переданы на Казанский авиационный завод для помощи в копировании Boeing B-29.

### ВВС Израиля
В 1948 году несколько B-17 поступили на вооружение ВВС Израиля. Они достаточно активно применялись в ходе первой арабо-израильской войны (1948—1949).
Первый боевой вылет в ходе первой арабо-израильской войны совершили 16 июля 1948 года. Целями стали Каир, Эль-Ариш и Газа. Во время бомбардировки Каира под бомбами B-17 погибло и было ранено свыше 100 мирных жителей.
Также B-17 эпизодически применялись во время Синайской кампании 1956 года.

### Корейская война
Всего в ходе войны был потерян один самолёт-разведчик SB-17

## Происшествия
2 октября 2019 года, в США, штат Коннектикут, разбился бомбардировщик времен Второй мировой войны B-17, который совершал непродолжительные полеты для любителей истории и авиации.
В результате авиакатастрофы погибли шесть человек, ещё шесть человек пострадали, трое из них получили тяжелые ранения
По сообщению телеканала NBC, на борту бомбардировщика находились 13 человек, в том числе три члена экипажа.
12 ноября 2022 года на авиашоу, проходившем в Далласе, штат Техас, США, бомбардировщик B-17 столкнулся с Bell P-63 Kingcobra. Погибли 6 человек, находившихся в самолётах.

## Защита бомбардировщика

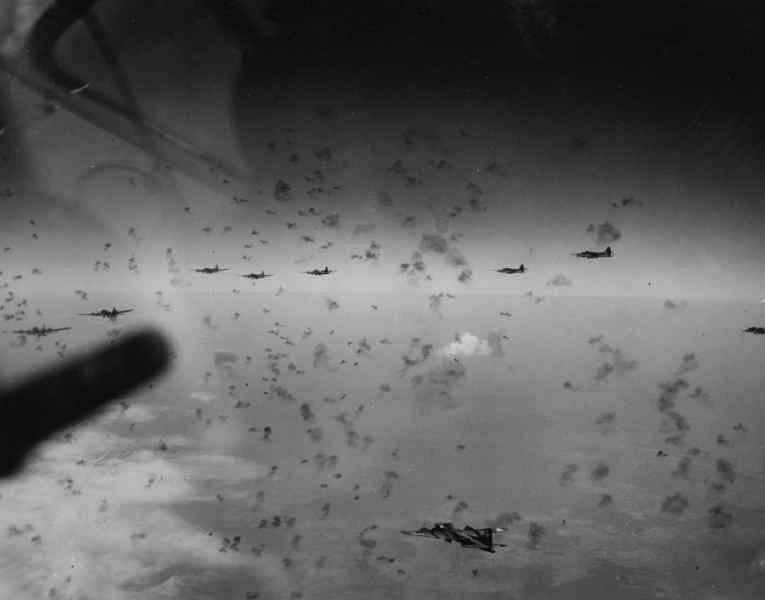
Группа бомбардировщиков B-17 Flying Fortress, летящих сквозь разрывы зенитных снарядов над Мерзебургом, Германия

До появления эскортных истребителей дальнего действия, для защиты от атак истребителей противника B-17 имели на вооружении только 12,7 мм пулемёты Браунинг M2. В течение войны компания Boeing использовала отчёты экипажей для улучшения вооружения и бронирования самолёта. Количество оборонительных пулемётов увеличилось с четырёх 12,7 мм и одного носового 7,62 мм модификации B-17C до 13 12,7 мм пулемётов у модификации B-17G. Тем не менее, тяжёлые бомбардировщики не могли эффективно уклоняться от атак истребителей, более того, на боевом курсе они должны были поддерживать постоянную скорость и высоту для точного бомбометания, поэтому отдельно взятый самолёт не мог эффективно защититься от направленной на него атаки.
После осмотра сбитых бомбардировщиков B-17 и B-24 офицеры люфтваффе пришли к выводу, что для поражения тяжёлого бомбардировщика нужно не менее 20 попаданий с задней полусферы 20-мм снарядов пушки MG 151 (пилоты со средней стрелковой подготовкой попадали в бомбардировщик только двумя % выпущенных по цели снарядов, таким образом для уверенного поражения самолёта необходимо было выпустить по цели не менее 1000 снарядов). При этом эффективная дальность стрельбы истребителей не превышала 400 м, в то время как стрелки бомбардировщиков открывали огонь с дистанции 1000 м.

Однако немецкие пилоты обнаружили, что для поражения бомбардировщика из менее защищённой передней полусферы достаточно 4-5 попаданий.
Однако атака боевого порядка B-17 «в лоб» была далеко не простым делом. При скорости сближения около 200 м/сек (700 км/час) на прицеливание и стрельбу отводилось не более 2 секунд. После атаки предстояло ещё уклониться от столкновения, что учитывая размер B-17, было также непросто.

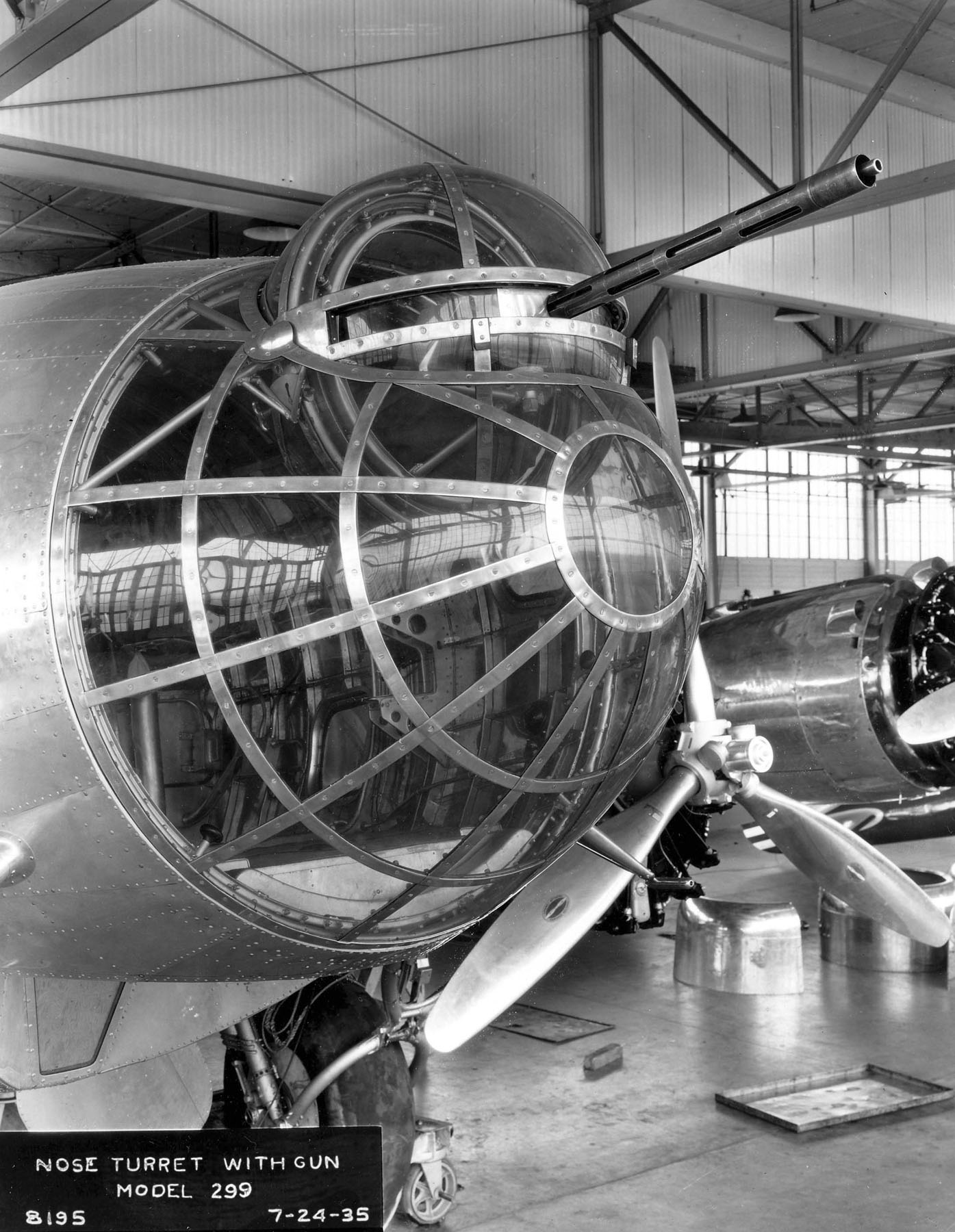
Носовая башня Boeing XB-17 (Модель 299) с пулемётом

Проведённые в 1943 году исследования показали, что более половины бомбардировщиков были сбиты после потери защиты со стороны своей группы. Для решения этой проблемы командование ВАК США разработало строй Combat box (Боевой ящик), в котором бомбардировщики располагались в шахматном порядке, обеспечивая друг другу защиту с помощью оборонительного вооружения. В результате атака крупных групп бомбардировщиков стала весьма непростой задачей для пилотов люфтваффе. Однако для сохранения огневого взаимодействия бомбардировщики должны были строго сохранять своё место в строю, что препятствовало противозенитному маневрированию, делая их уязвимыми для огня зенитной артиллерии.

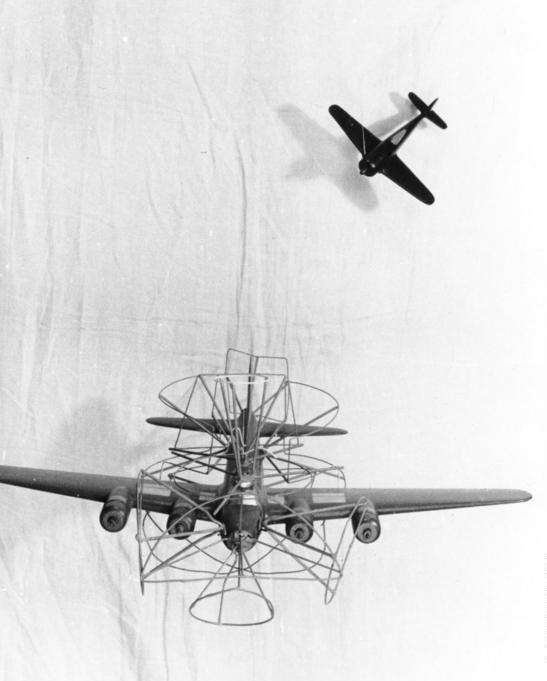
Немецкая тренировочная модель «летающего дикобраза» (fliegendes Stachelschwein), обозначена зона поражения от пулемётов.

В результате потери B-17 в отдельных вылетах превышали 25 %, например, во втором налёте на Швейнфурт было потеряно 60 самолётов из 291. Высокие потери сохранялись, пока бомбардировщики не получили эффективные дальние истребители сопровождения (в особенности P-51 Mustang), что привело к деградации люфтваффе как эффективного средства перехвата, между февралём и июнем 1944 года.
B-17 славились своей способностью достигать цели и возвращаться домой, несмотря на боевые повреждения. Пилот одного из бомбардировщиков 8-й воздушной армии США Уалли Хофман говорил, что самолёт мог быть посечён и исполосован огнём противника, но был в состоянии довезти свой экипаж домой.
Мартин Кайдин рассказывает о случае, когда B-17 столкнувшись в воздухе с атаковавшим его FW-190, потерял один из двигателей, а также получил тяжёлые повреждения правого стабилизатора и киля. В результате столкновения самолёт потерял своё место в строю. Экипажи, видевшие это, доложили, что B-17 разбился, однако самолёт смог добраться до базы, вернув домой экипаж без каких-либо травм. Прочность B-17 в полной мере компенсировала меньшие дальность и бомбовую нагрузку по сравнению с тяжёлыми бомбардировщиками Consolidated B-24 Liberator и британским Avro Lancaster. Существует множество историй о вернувшихся бомбардировщиках с отстреленными частями оперения, одним работающим двигателем или без значительных участков крыла. Такая живучесть совместно с массовостью применения в операциях 8-й воздушной армии, а также известность самолёта «Memphis Belle», совершившего 25 налётов на цели в Европе, сделали B-17 одним из самых известных бомбардировщиков.
Последний вариант, B-17G, отличался от предшественника носовой подфюзеляжной стрелковой установкой с двумя 12,7-мм пулемётами M2 Browning, которая устранила основное уязвимое направление от атаки спереди.

## Тактико-технические характеристики

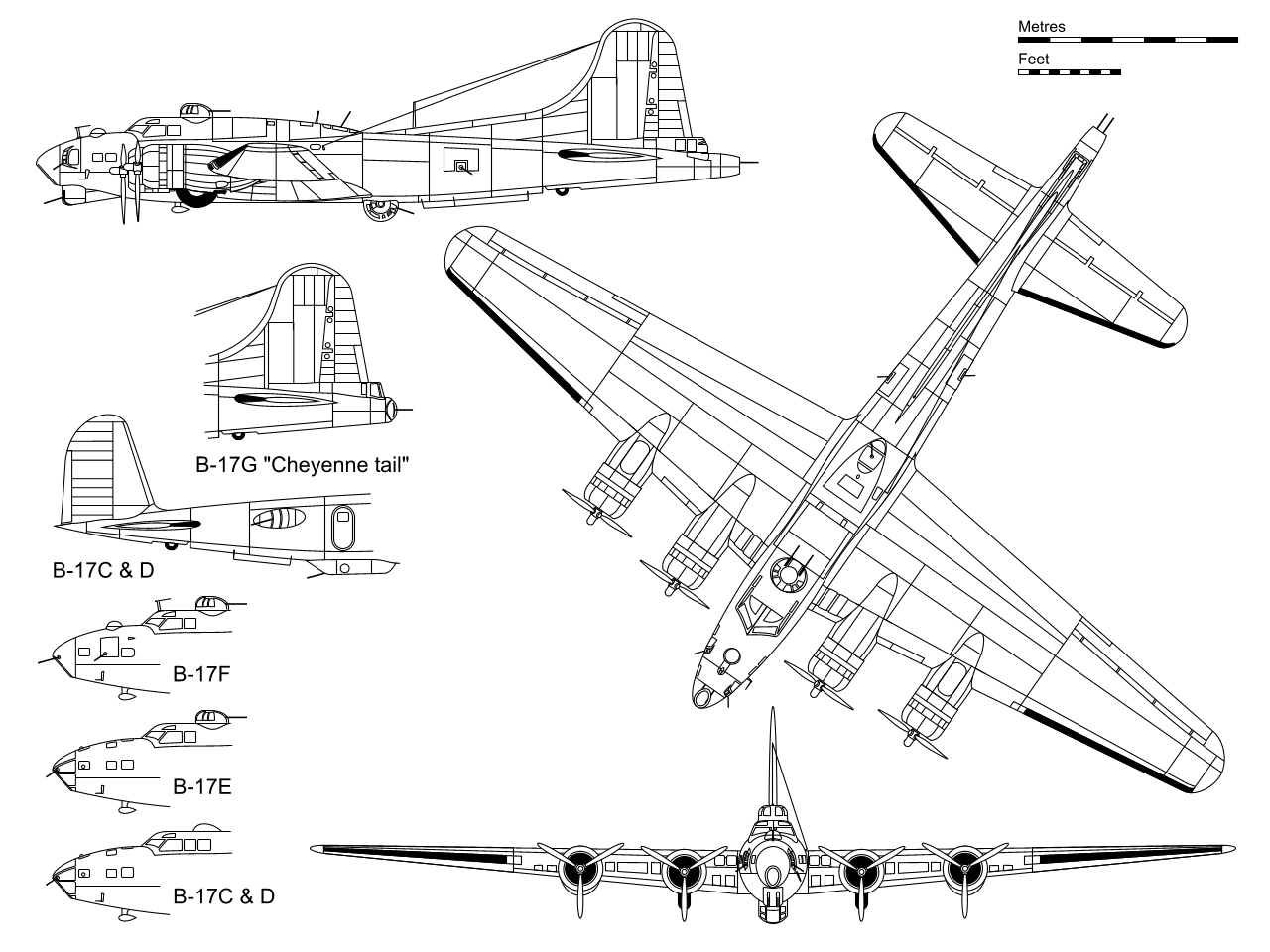
Схема B-17G.

Приведённые ниже характеристики соответствуют модификации B-17G:
Технические характеристики
- Экипаж: 10 человек (командир корабля, 2-й пилот, штурман (стрелок носовой турели), бомбардир (стрелок носовой турели), бортинженер (стрелок верхней турели), стрелок-радист, стрелок подфюзеляжной турели, бортстрелок (слева), бортстрелок (справа), стрелок хвостовой турели)
- Длина: 22,66 м
- Размах крыла: 31,62 м
- Высота: 5,82 м
- Площадь крыла: 131,92 м²
- Профиль крыла: NACA 0018 / NACA 0010
- Масса пустого: 16 391 кг
- Взлётный вес:
  - нормальный 25 000 кг
  - перегрузочный 32 700 кг
- Двигатели: 4× Wright R-1820-97 «Cyclone» поршневых мотора с турбонаддувом с взлётной мощностью по 1200 л. с. (895 кВт) каждый

Лётные характеристики
- Максимальная скорость:
  - у земли — 374 км/ч
  - на высоте 8800 — 500 км/ч
  - на высоте 10000 — 478 км/ч
- Крейсерская скорость: ~ 400 км/ч
- Дальность полёта максимальная (полётный вес 27000 кг при заправке 7740 кг) на высоте 3050 м — 4100 км (14 часов 25 минут)
- Боевой радиус: 3219 км с 2277 кг бомб
- Практический потолок: 11 000 м
- Скороподъёмность: 4,6 м/с
- Нагрузка на крыло: 185,7 кг/м²
- Тяговооружённость: 150 Вт/кг

Вооружение
- Пулемёты: 12× 12,7 мм (0,5 дюйма) Браунинг M2
- Бомбовая нагрузка: максимальная до 8000 кг (с установленными держателями наружной подвески). Реальная бомбовая загрузка зависит от расчетной заправки топливом для конкретного боевого задания (см. варианты загрузки в разделе Конструкция самолёта)[72]

## Эксплуатанты
- Аргентина
- Боливия
- Бразилия
- Великобритания
- Германия (трофеи)
- Дания
- Доминиканская Республика
- Израиль
- Иран
- Канада
- Китайская Республика
- Колумбия
- Мексика
- Никарагуа
- Перу
- Португалия
- СССР
- США
- Франция

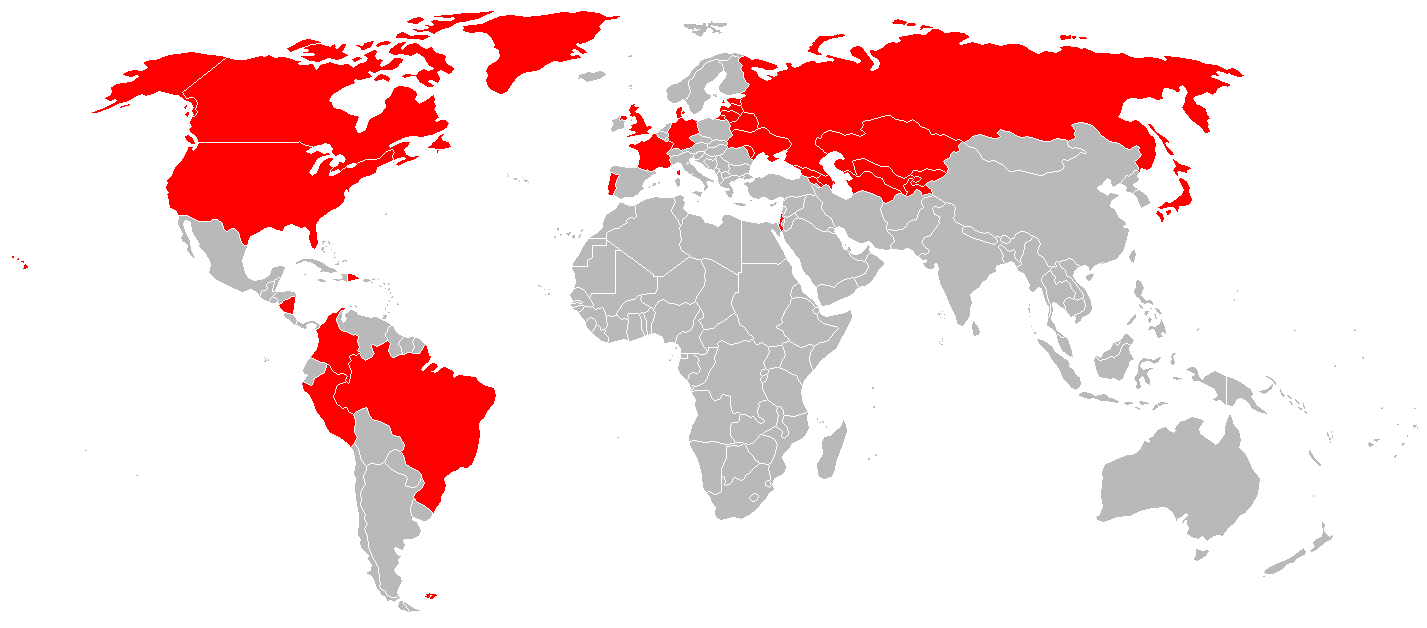
Боевое использование B-17

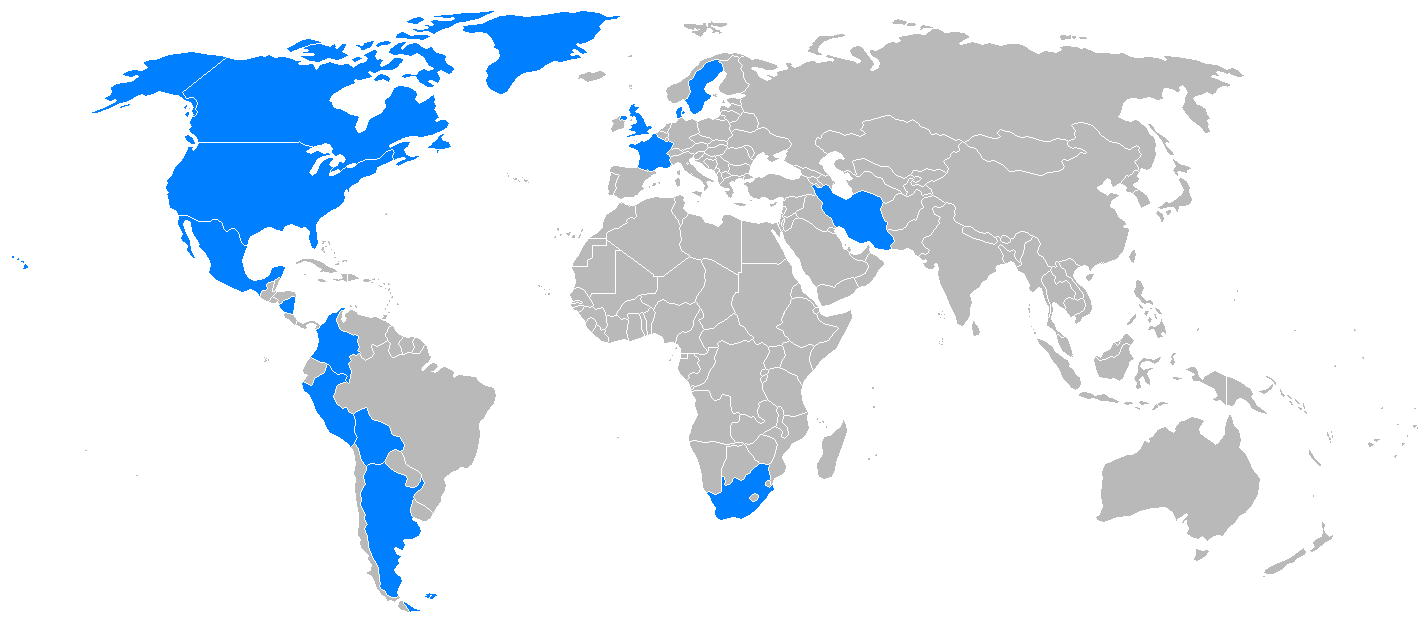
Мирное использование B-17

- Швеция (интернированный самолёт — в качестве пассажирского лайнера)
- ЮАР
- Япония (как минимум три трофейных самолёта)

## Цитаты
Снова пике, вывод, огонь по одному бомбардировщику. На этот раз я попал! Я видел, как рвутся снаряды, цепочка черных и красных клубочков пробежала по фюзеляжу. Теперь он наверняка рухнет вниз! Куски металла — большие листы! — отлетали от бомбардировщика и кувыркались в турбулентной струе. Нижняя и верхняя турели замолчали после этих попаданий.
И ни-че-го! Никакого пожара, никакого дымного хвоста… B-17 твердо держался в строю.
Мы развернулись и набрали высоту, после чего начали третий заход. Вражеский строй казался непробиваемым, словно ничего не происходило. В третий раз я обстрелял уже атакованный бомбардировщик, и снова добился нескольких попаданий. Сквозь прицел я видел, как рвутся снаряды, вспарывая металл на крыльях и фюзеляже. Я проскочил мимо бомбардировщика, выполнил пологий разворот и снова стал набирать высоту.
Самолёт по-прежнему сохранял свое место в строю! Ни огня, ни дыма. Каждый раз, когда мы бросались на вражеские бомбардировщики, их стрелки открывали бешеный огонь, однако им мешало то, что их самолёты летели слишком близко друг к другу. Поэтому мой «Зеро» не получил никаких попаданий. Потом я ещё дважды повторил атаку, выходя из пике переворотом. Уэхара держался справа от меня. Каждый раз мы вели огонь из пушек и пулемётов. Каждый раз мы видели, как наши снаряды и пули поражают цель. И каждый раз без всякого видимого эффекта.
Мы уже завершили шестой заход, когда восьмерка B-17 разделилась на 2 звена. 4 самолёта повернули вправо, а остальные 4 — влево. Уэхара возбужденно замахал, указывая на четверку, повернувшую вправо. Тонкая чёрная струйка потянулась из левого мотора третьего бомбардировщика.
Мы все-таки достали его! Я развернулся, чтобы догнать эту четверку, и снова двинул сектор газа до упора, быстро догоняя поврежденный самолёт. Он действительно серьёзно пострадал и теперь начал отставать от остальных 3 машин. Когда я приблизился, то увидел, что хвостовая турель разбита, её пулемёты молчали. На максимальной скорости я подошёл на расстояние 50 ярдов и надавил гашетки. Каждый мой снаряд, каждая моя пуля попадали в цель. Внезапно облако чёрного дыма вылетело из фюзеляжа, он клюнул носом и пошёл вниз, скрывшись за слоем густых облаков.
(…)
Высшее начальство засчитало мне «вероятно сбитый» самолёт. Но через 2 дня японский самолёт-разведчик сообщил, что обнаружил B-17, совершивший вынужденную посадку на маленьком острове между Баликпапаном и Сурабаей.
— Сакаи Сабуро; Кайдин, Мартин; Сайто, Фред. Самурай!

## В массовой культуре

### В музыке
- Бомбардировщику B-17 посвящена одна из самых популярных песен Второй мировой войны: «Comin' In On A Wing And A Prayer» (русская версия — «Бомбардировщики»).
- Встрече B-17 и Мессершмитта Bf-109 G-6 в 1943 году («инцидент Чарли Брауна и Франца Штиглера», когда немецкий пилот не стал добивать поврежденный бомбардировщик) посвящена песня шведской пауэр-метал группы «Sabaton» — «No bullets fly»

### В кино
- Самолёту посвящён фильм «Мемфисская красотка».
- Фильм Говарда Хоукса «Военно-воздушные силы» (1943), обладатель премии «Оскар» за лучший монтаж.
- Художественный фильм «Крепость».
- Художественный фильм «Любовник войны» снятый по роману Джона Херси «Возлюбивший войну»
- Бомбардировщик показан в кинокомедии Жерара Ури «Большая прогулка».
- Фильм «Вертикальный взлёт» (другой перевод названия «Сверху, прямо по курсу») 1949 года с Грегори Пеком в главной роли.
- Сериал «Amazing Stories — The Mission» (режиссёр Стивен Спилберг, дата выхода: 3 ноября 1985).
- В драме Ричарда Аттенборо «Замыкая круг» судьбы героев переплетены вокруг B-17, разбившегося в 1944-м под Белфастом.
- Действие одной из сцен мультфильма «Тяжёлый металл» происходит на борту B-17.
- В мультсериале «G1», в серии «Отряд Скандалиста» трансформер Скандалист использовал данный самолёт, как новое тело для боевикона Взрыва. При этом данный самолёт преобразовался в Шаттл.
- Фильм «Летающая крепость» США (2012)
- Документальный фильм «The Cold Blue/Холодная синева» США (2018)
- Американский боевик с элементами хоррора Воздушный бой 2020 года
- Американский телесериал «Властелины воздуха» (2024 год)

### В литературе
- Роман Джона Херси «Возлюбивший войну». Hersey J. The War Lover (1959)
- Повесть Микки Спиллейна «Роман с Леди Дракон» — о демобилизованном экипаже самолёта B-17E «Леди Дракон», после окончания войны выкупившем свою машину у ВВС США и восстановившем её до идеального лётного состояния.

### В видеоиграх
- В одной из миссий игры Call of Duty: Второй Фронт игроку отводилась роль бортового стрелка B-17[73].
- Виртуальная модель самолёта B-17G воссоздана компанией A2A Simulations для симулятора Microsoft Flight Simulator X. Модель является абсолютно точной, как по визуальной проработке фюзеляжа и кабины пилотов, так и в плане управления всеми системами и динамики поведения в воздухе. Является одной из лучших моделей самолётов для этого популярного авиасимулятора.
- Есть компьютерные игры «Б-17 летающая крепость»[74] и «Б-17 летающая крепость 2»
- Бомбардировкам Германии посвящена игра 1991 года Secret Weapons of the Luftwaffe[англ.]; большая часть миссий связана с эскортом либо перехватом бомбардировочных групп B-17, в том числе, возможно управление этим самолётом.
- В одной из миссий игры Battlefield 1942 (Эль-Аламейн) у британцев на аэродроме имеется один В-17. Также он имеется на полевом аэродроме на миссии Газала, и на карте Бокаж у британцев
- В игре War Thunder можно исследовать и купить различные модификации данного самолёта (B-17E, B-17E late, B-17G)
- В игре Civilization 5 играя за Вашингтона США можно исследовать и купить данный самолёт.
- В игре War Front — Turning Point за Америку в виде поддержки с воздуха (бомбардировка).
- Присутствует в играх-стратегиях «Стальные монстры» (полноценный юнит с возможностью постройки, модернизации, ручного управления) и «Блицкриг» (вызывается для авиаудара).
- В игре «Ил-2 Штурмовик: Забытые сражения» можно «полетать» на B-17.
- В игре DCS: world (Digital Combat Simulator), стандартная версия- B-17.

## Сравнение с другими аналогичными самолётами
| Название                      | Пе-8                                                  | Boeing B-17 Flying Fortress             | Handley Page Halifax                  | Vickers Wellington          | Short Stirling            | Focke-Wulf Fw 200 Condor                            |
| ----------------------------- | ----------------------------------------------------- | --------------------------------------- | ------------------------------------- | --------------------------- | ------------------------- | --------------------------------------------------- |
| Фото                          |                                                       |                                         |                                       |                             |                           |                                                     |
| Страна                        | Союз Советских Социалистических Республик             | Соединённые Штаты Америки               | Великобритания                        | Великобритания              | Великобритания            | Нацистская Германия                                 |
| Производитель                 | КАПО                                                  | Boeing Vega Douglas                     | Handley Page                          | Vickers-Armstrongs          | Short Brothers            | Focke-Wulf Flugzeugbau GmbH                         |
| Длина                         | 23,59 м                                               | 22,66 м                                 | 21,86 м                               | 19,68 м                     | 26,6 м                    | 23,46 м                                             |
| Размах крыла                  | 39,13 м                                               | 31,62 м                                 | 30,18 м (31,75 м)                     | 26,26 м                     | 30,2 м                    | 32,84 м                                             |
| Площадь крыла                 | 188,6 м²                                              | 131,92 м²                               | 116,13 м² (118,45 мм²)                | 78,04 м²                    | 135,64 м²                 | 118 м²                                              |
| Масса пустого                 | 19 986 кг                                             | 16 391 кг                               | 17 345 кг                             | 8417 кг                     |                           | 12 960 кг                                           |
| Боевая нагрузка               | 5000 кг                                               | 2300 кг                                 | 5897 кг                               | 2041 кг                     | 6350 кг                   | 2100 кг                                             |
| Максимальная взлётная масса   | 35 000 кг                                             | 29 710 кг                               | 29 710 кг                             | 12 927 кг                   | 31 751 кг                 | 22 720 кг                                           |
| Двигатель                     | 4×V-12 АМ-35А                                         | 4×Wright R-1820-97 «Cyclone»            | 4×Bristol Hercules XVI                | 2×Bristol Pegasus Mk. XVIII | 4×Bristol Hercules XI     | 4×Брамо-323К-2 Фафнир                               |
| Максимальная тяга             | 4×1350 л. с. (4×1000 кВт)                             | 4×1200 л. с.                            | 4×1615 л. с. (4×1205 кВт)             | 2×1050 л. с. (2×783 кВт)    | 4×1590 л. с. (4×1186 кВт) | 4×1200 л. с.                                        |
| Максимальная скорость         | 443 км/ч                                              | 507 км/ч                                | 454 км/ч                              | 378 км/ч                    | 418 км/ч                  | 360 км/ч                                            |
| Крейсерская скорость          | 400 км/ч                                              | 400 км/ч                                | 346 км/ч                              |                             | 346 км/ч                  | 332 км/ч                                            |
| Боевой радиус                 | 3600 км                                               | 3219 км                                 | 1658 км                               | 2905 км                     | 1191 км                   | 3536 км                                             |
| Практический потолок          | 9300 м                                                | 10 850 м                                | 7315 м                                | 5486 м                      | 5030 м                    | 5800 м                                              |
| Скороподъёмность              | 5,9 м/с                                               | 4,6 м/с                                 | 4,88 м/с                              | 5,34 м/с                    | 1,82 м/с                  | н/д                                                 |
| Тяговооружённость             | 140 Вт/кг                                             | 150 Вт/кг                               | 195 Вт/кг                             | 130 Вт/кг                   | 176 Вт/кг                 | н/д                                                 |
| Стрелково-пушечное вооружение | 2×20 мм пушки; 2×12,7 мм пулемёты; 2×7,62 мм пулемёта | 1x 7,62-мм пулемёт, 8×12,7 мм пулемётов | ×7,7 мм пулемёт; 2×4×7,7 мм пулемётов | 6-8 пулемётов               | 8×7,7 мм пулемётов        | 2×7,92-мм пулемёта; 3×13 мм пулемёта; 1×20 мм пушка |